# Galerie des Pentatomidae
Galerie d'identification visuelle des Pentatomidae

## A

### Acrosternum

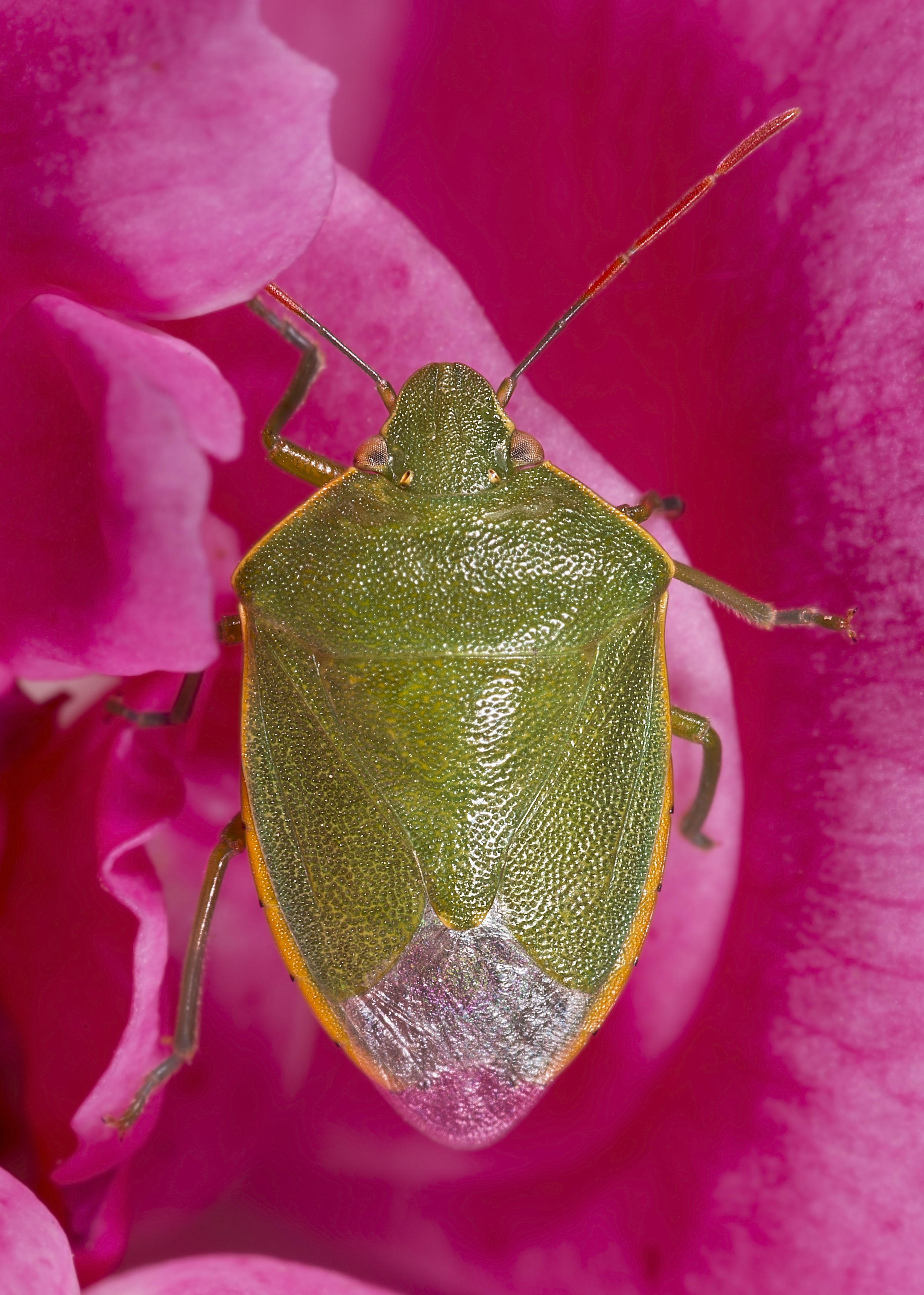
Acrosternum heegeri
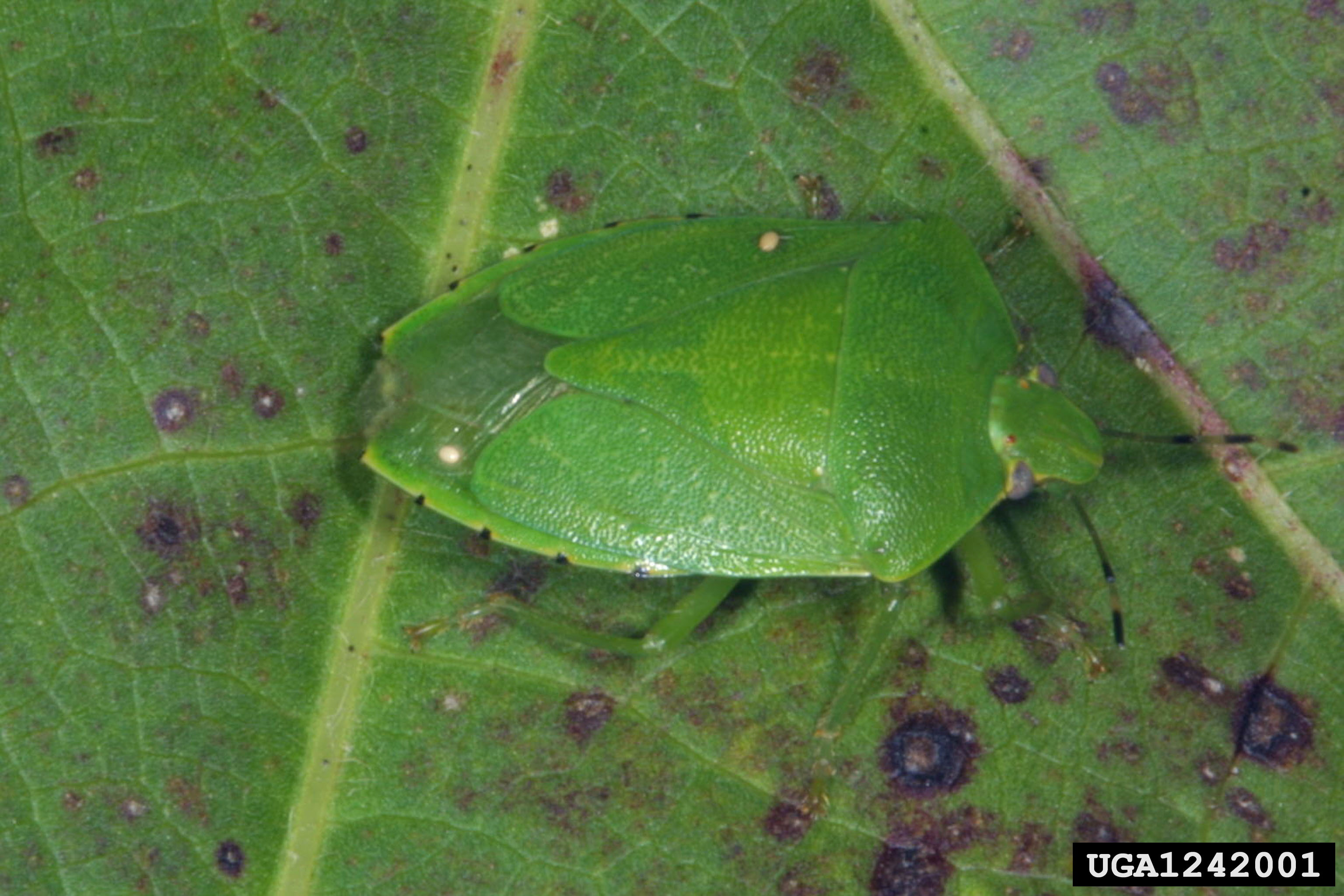
Acrosternum hilare

### Aelia

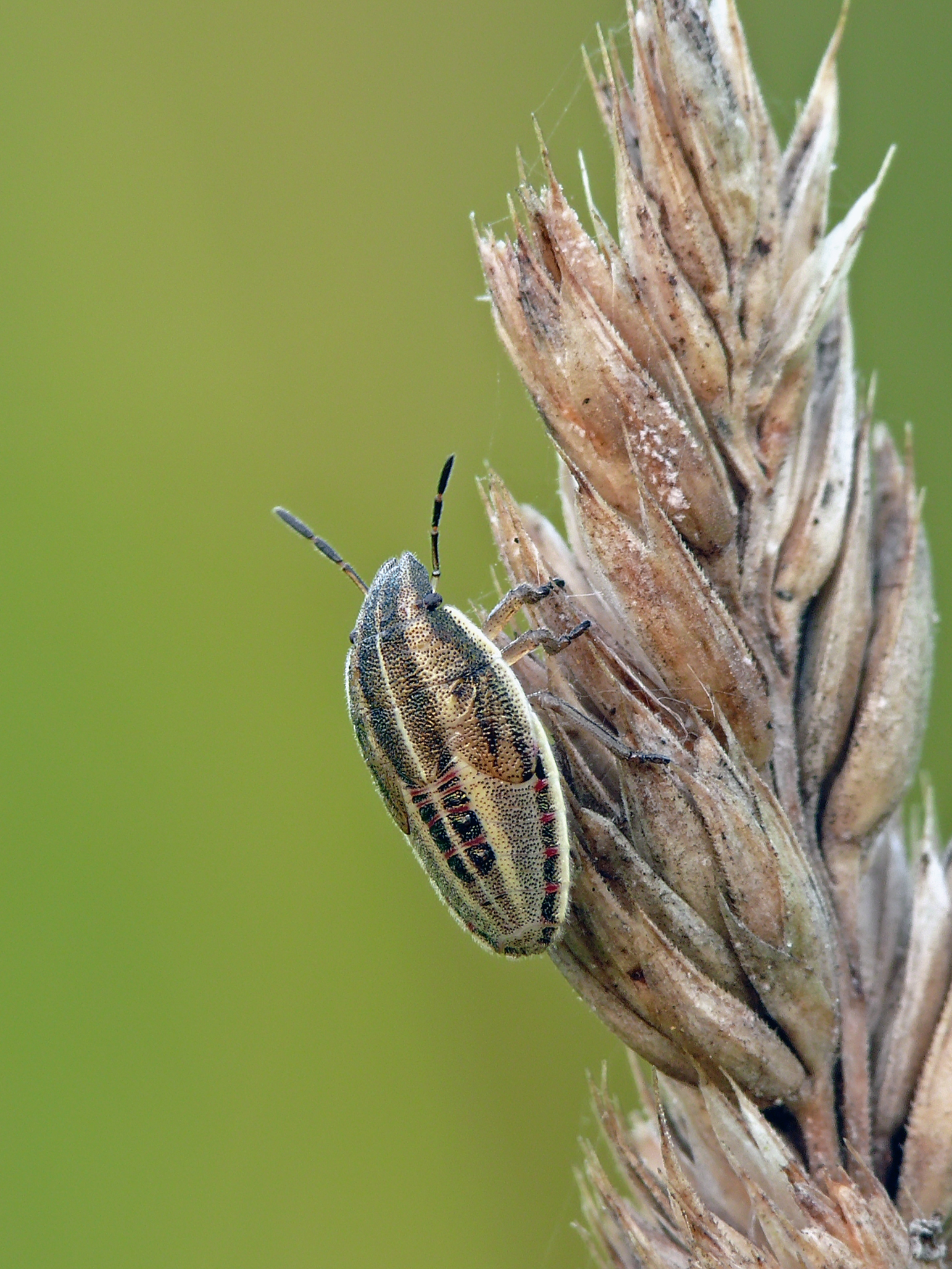
Aelia acuminata Juvenile
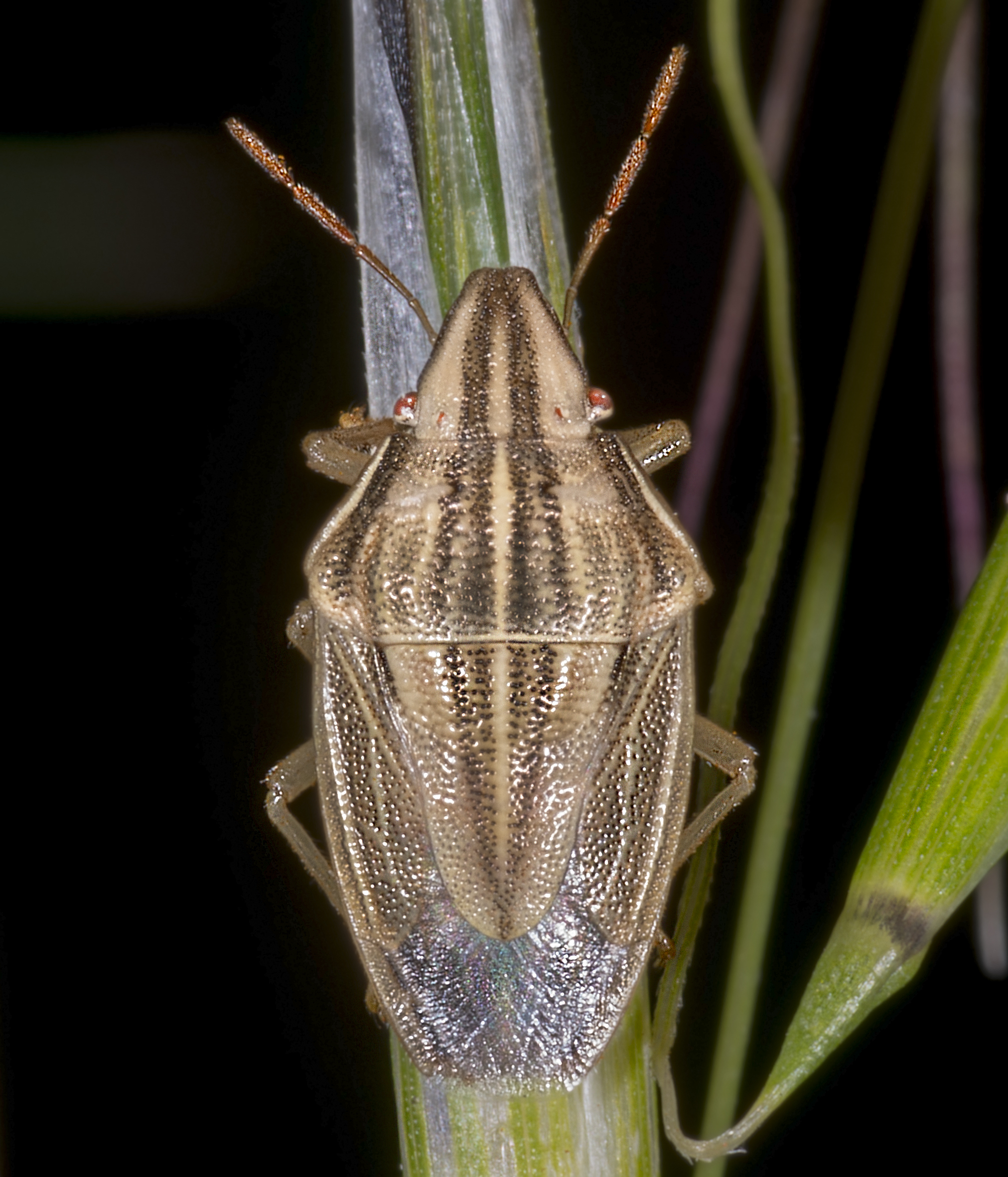
Aelia acuminata Adulte

### Agonoscelis

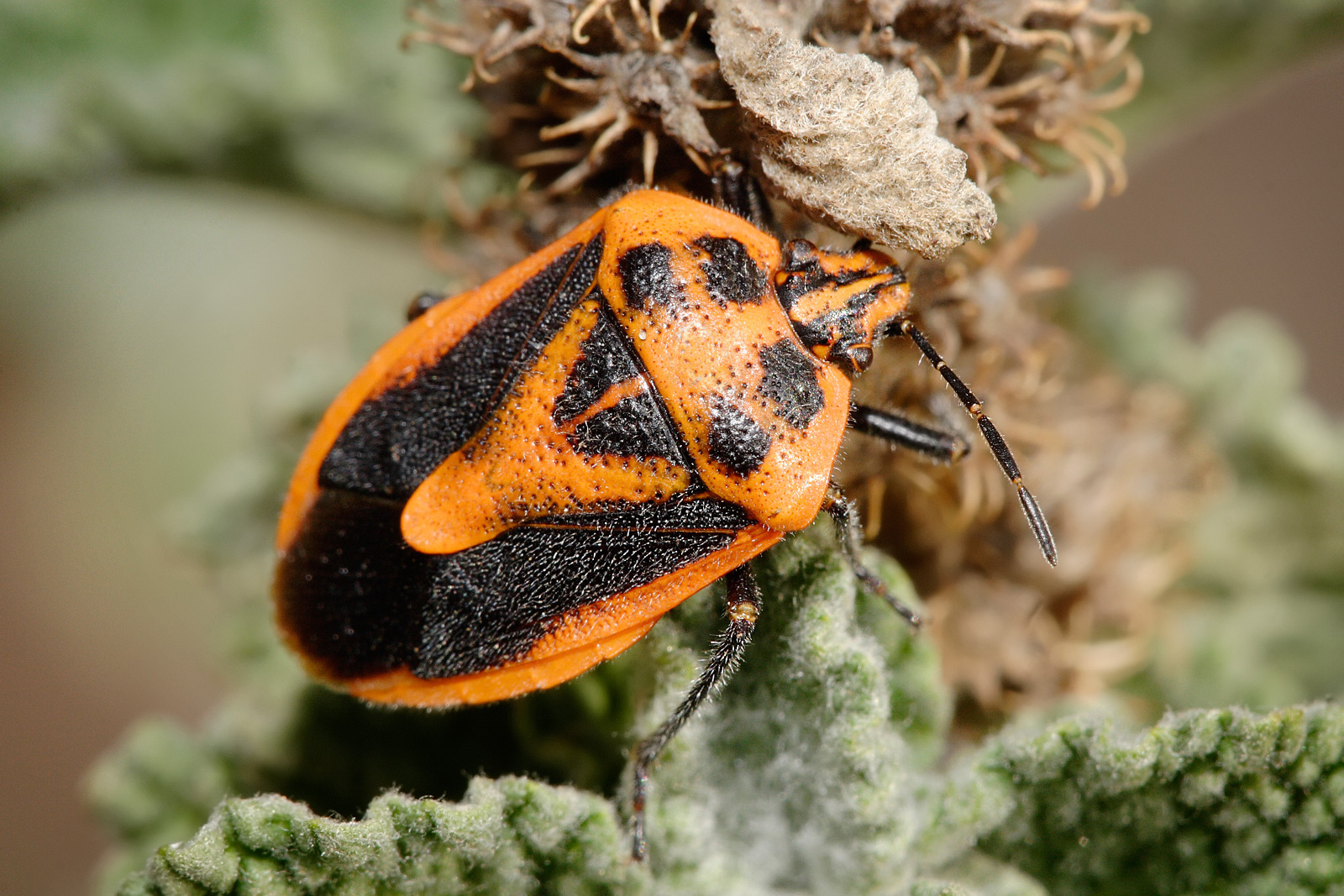
Agonoscelis rutila

### Alcaeorrhynchus

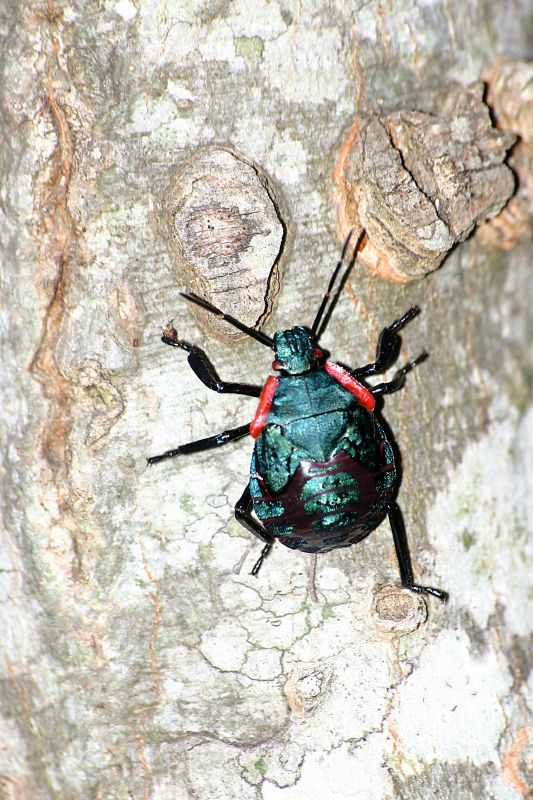
Alcaeorrhynchus grandis

### Arma

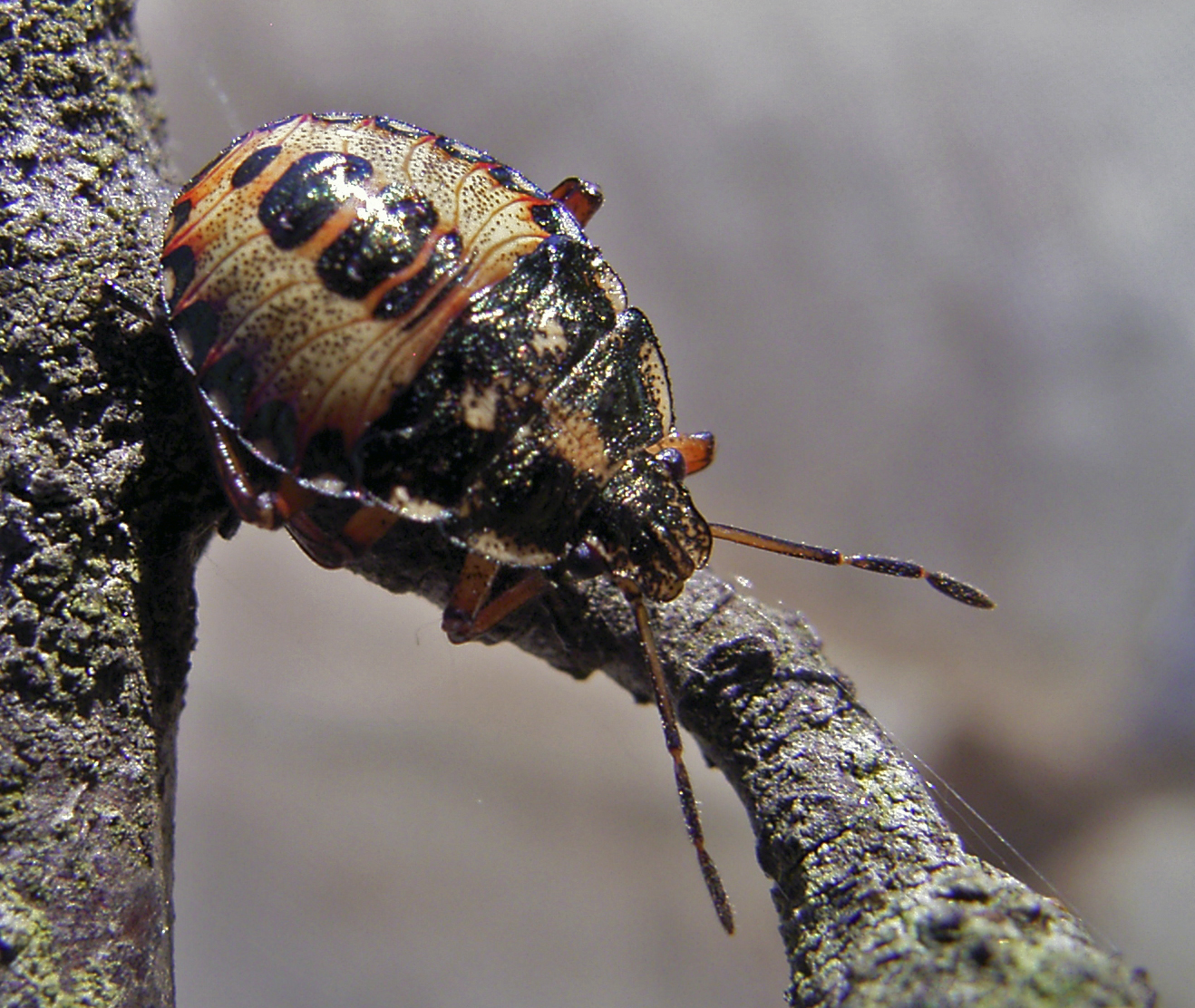
Arma custos (juvénile)

## B

### Banasa

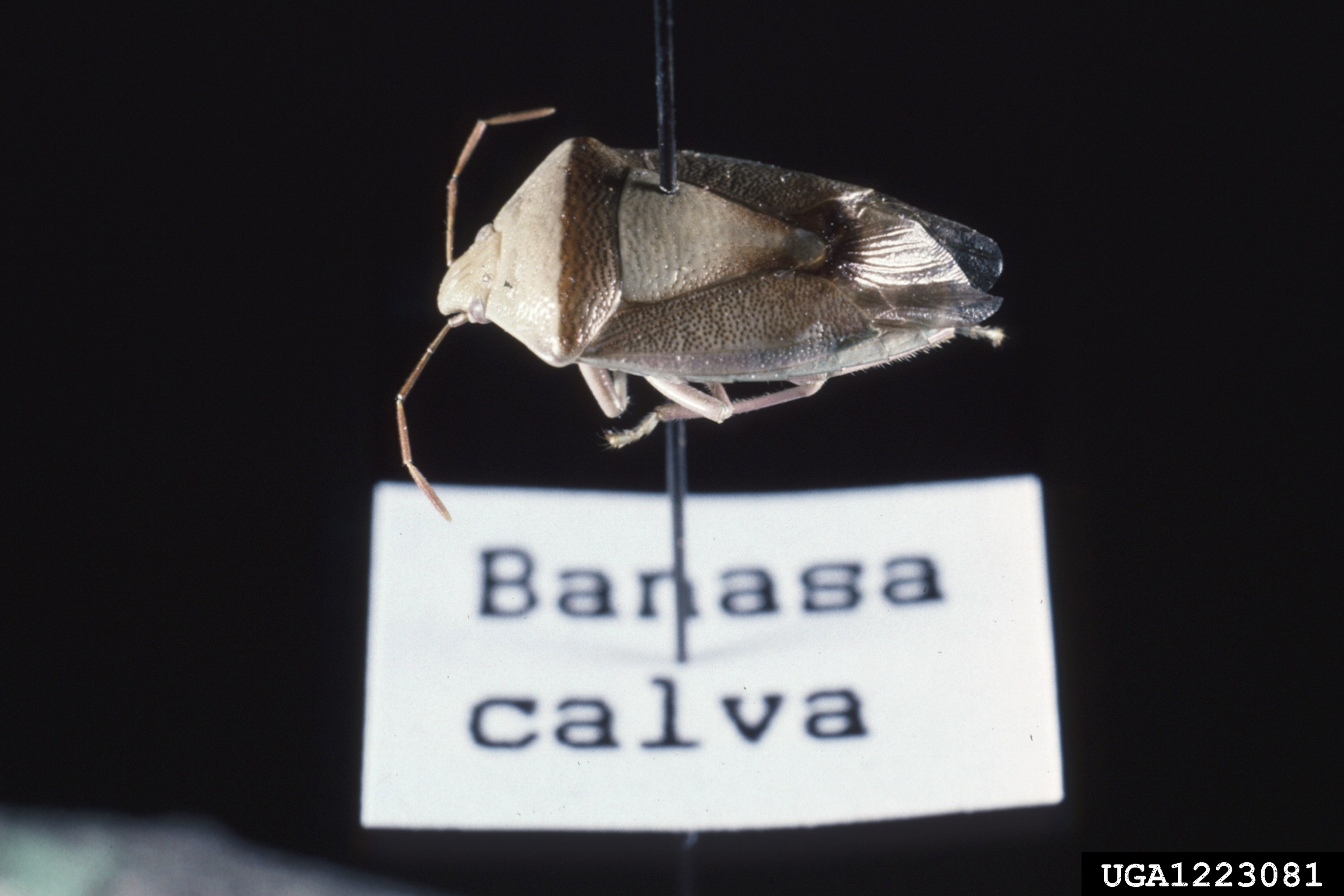
Banasa calva
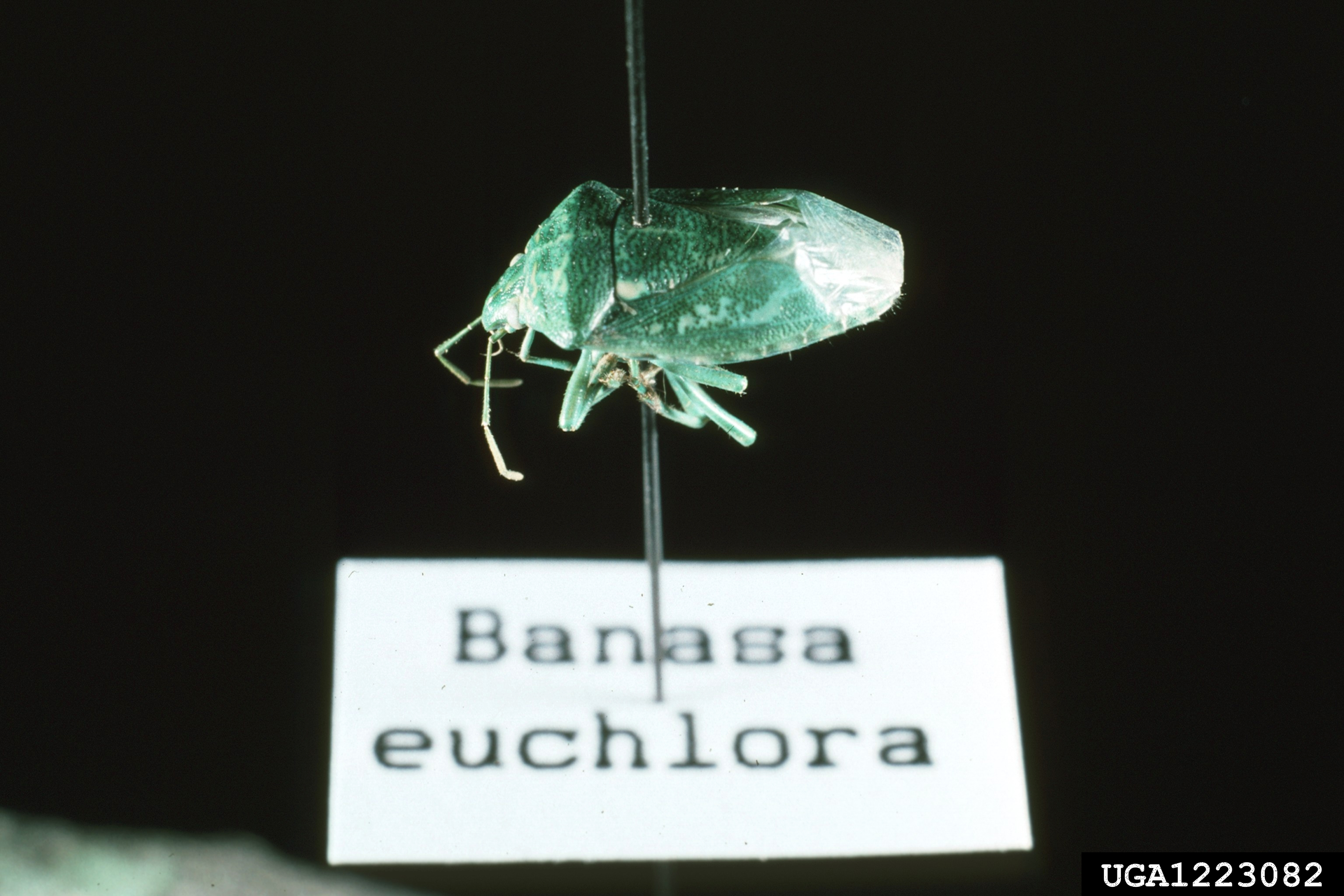
Banasa euchlora

## C

### Carpocoris

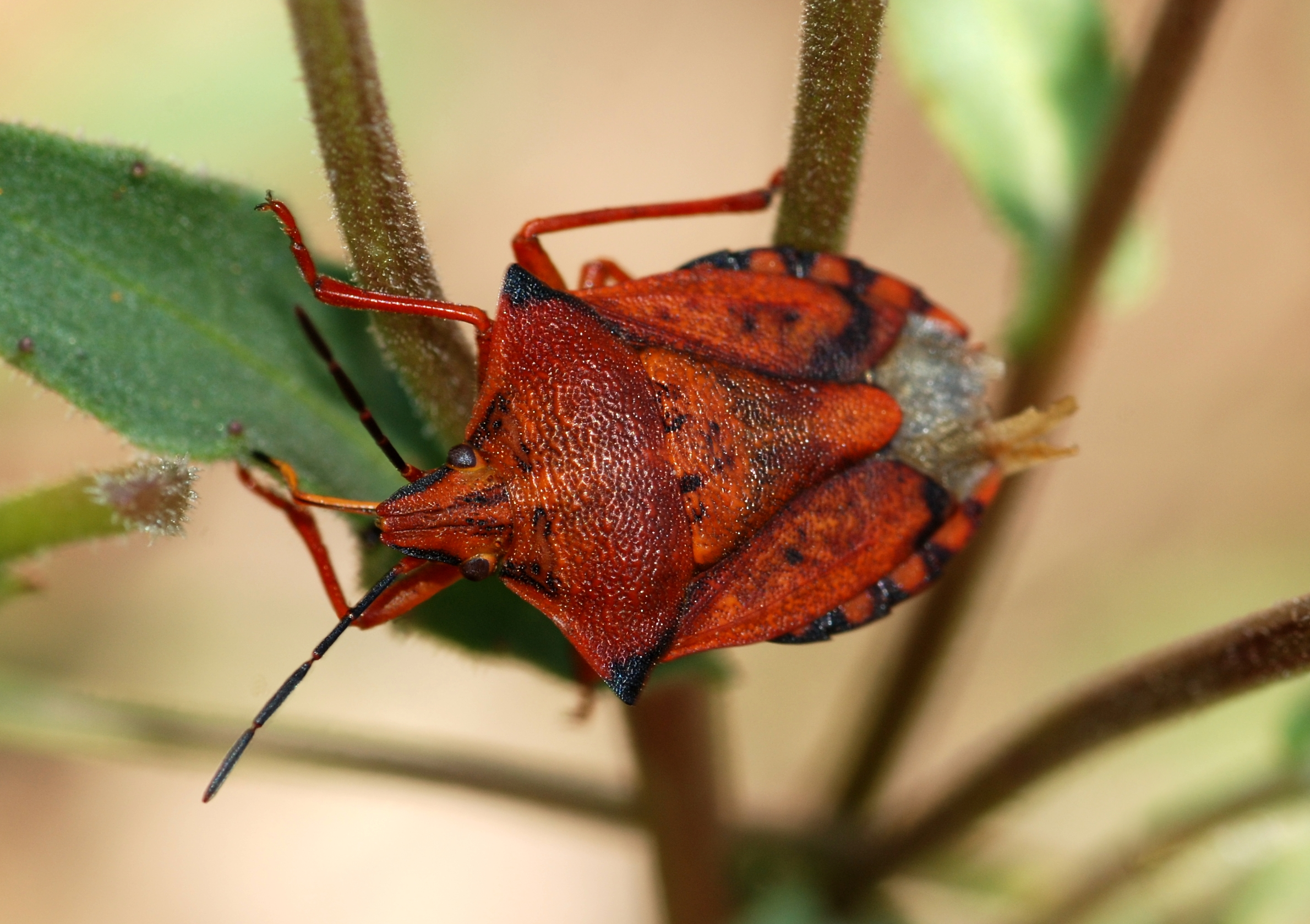
Carpocoris fuscispinus
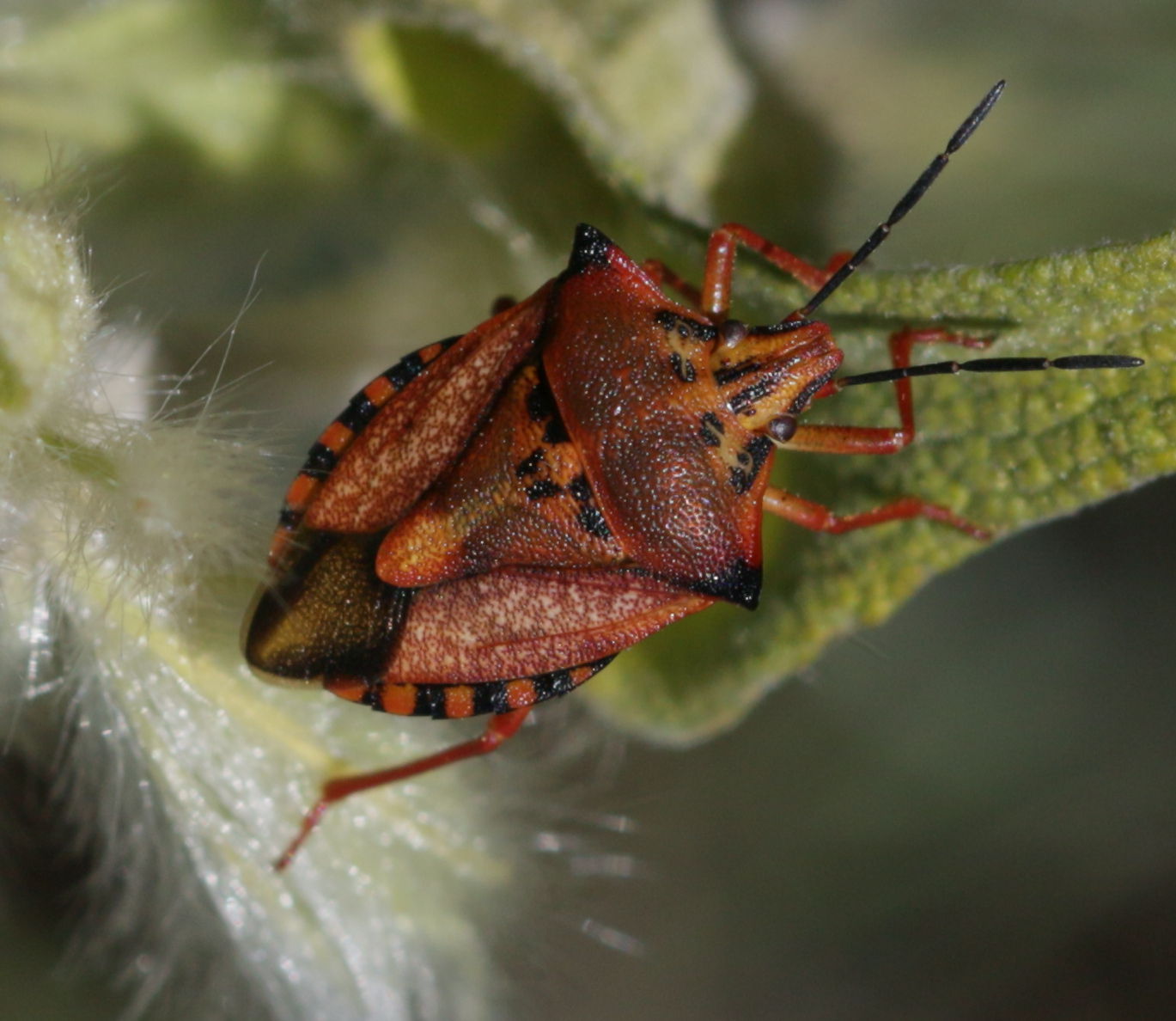
Carpocoris mediterraneus
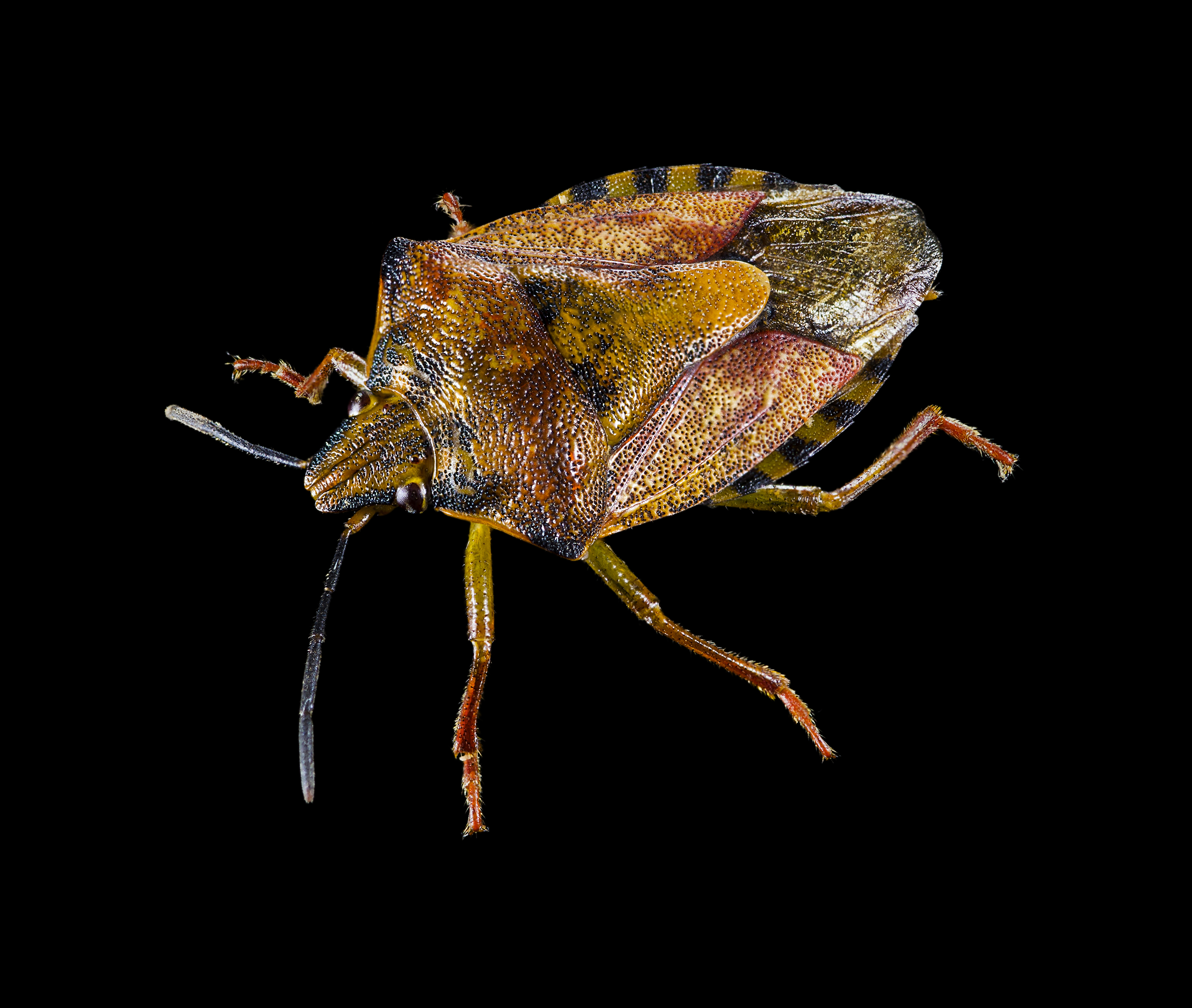
Carpocoris pupureinpennis

### Chlorochroa

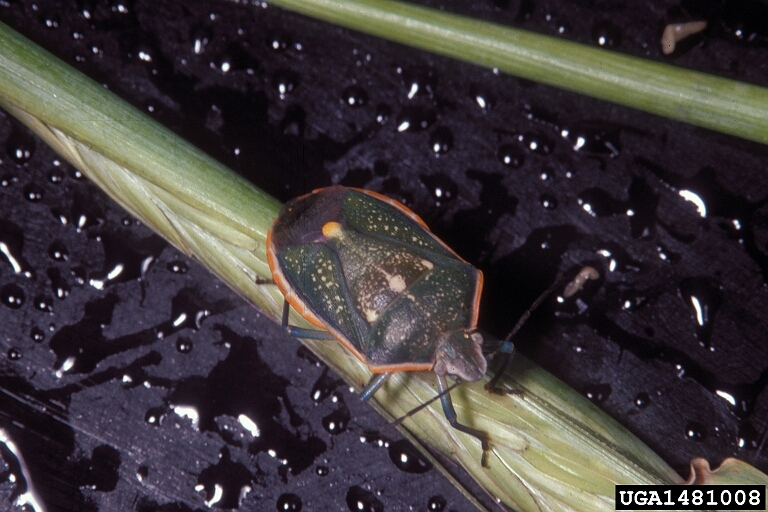
Chlorochroa sayi

### Codophila

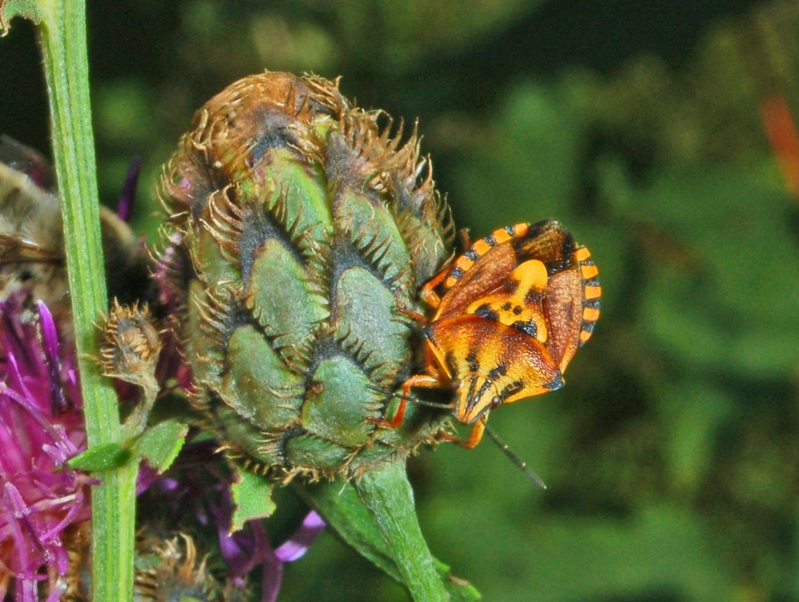
Codophila varia

### Cosmopepla

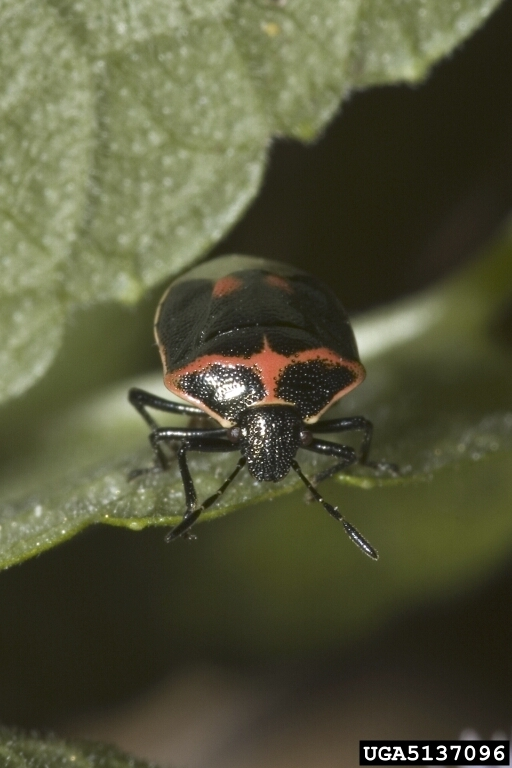
Cosmopepla lintneriana

## D

### Dolycoris

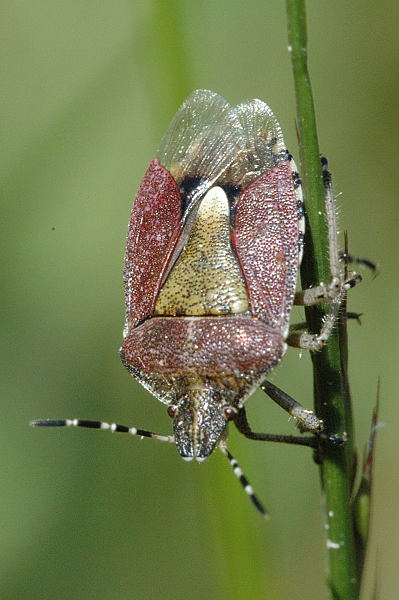
Dolycoris baccarum

## E

### Eurydema

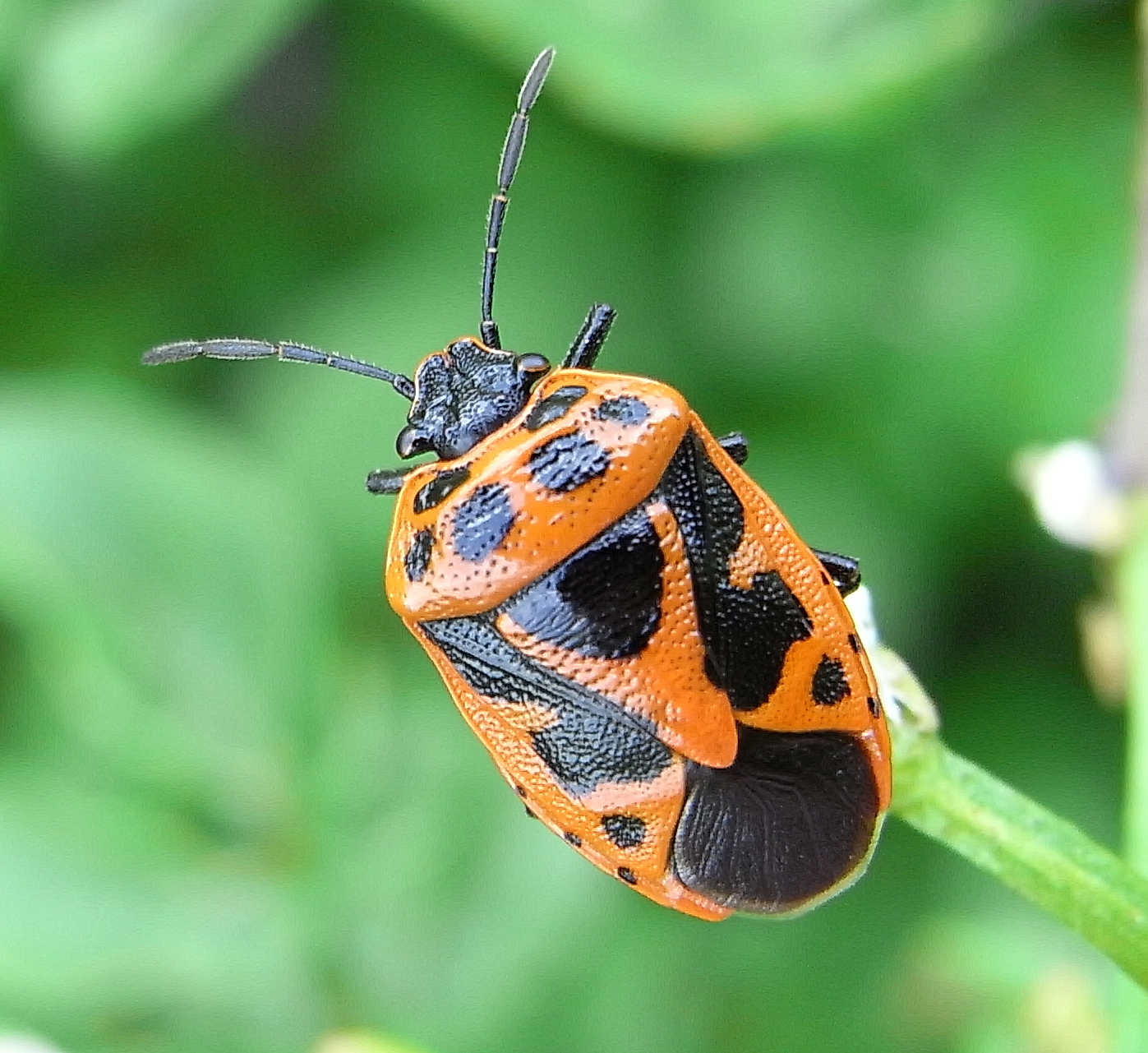
Eurydema dominulus
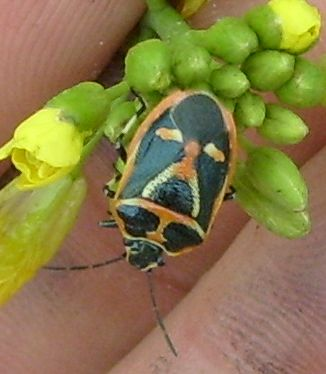
Eurydema gebleri
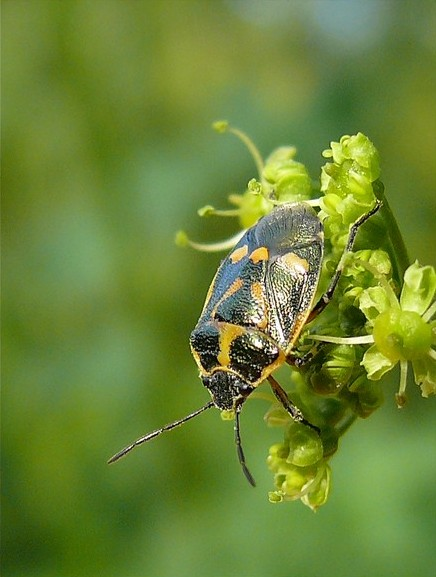
Eurydema oleracea
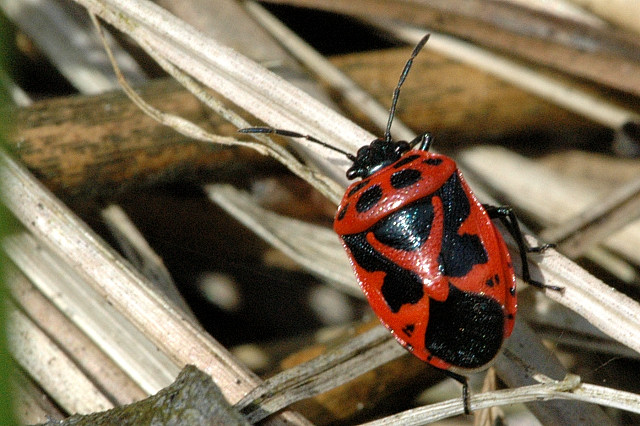
Eurydema ornata
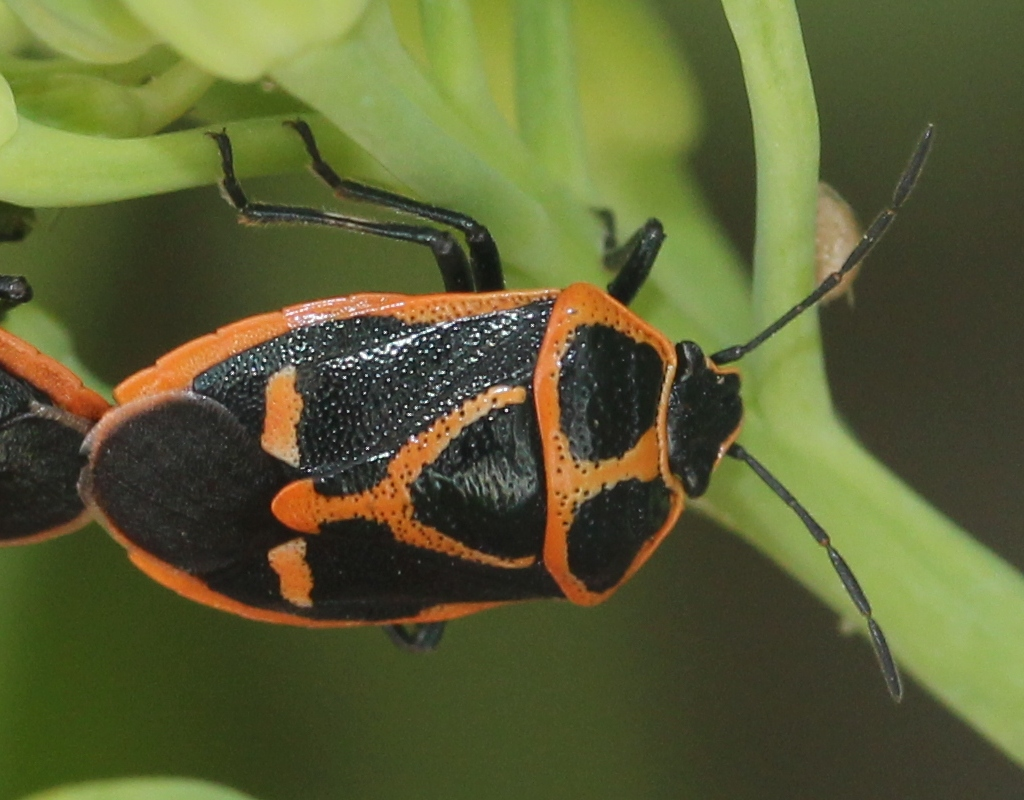
Eurydema rugosa

### Euschistus

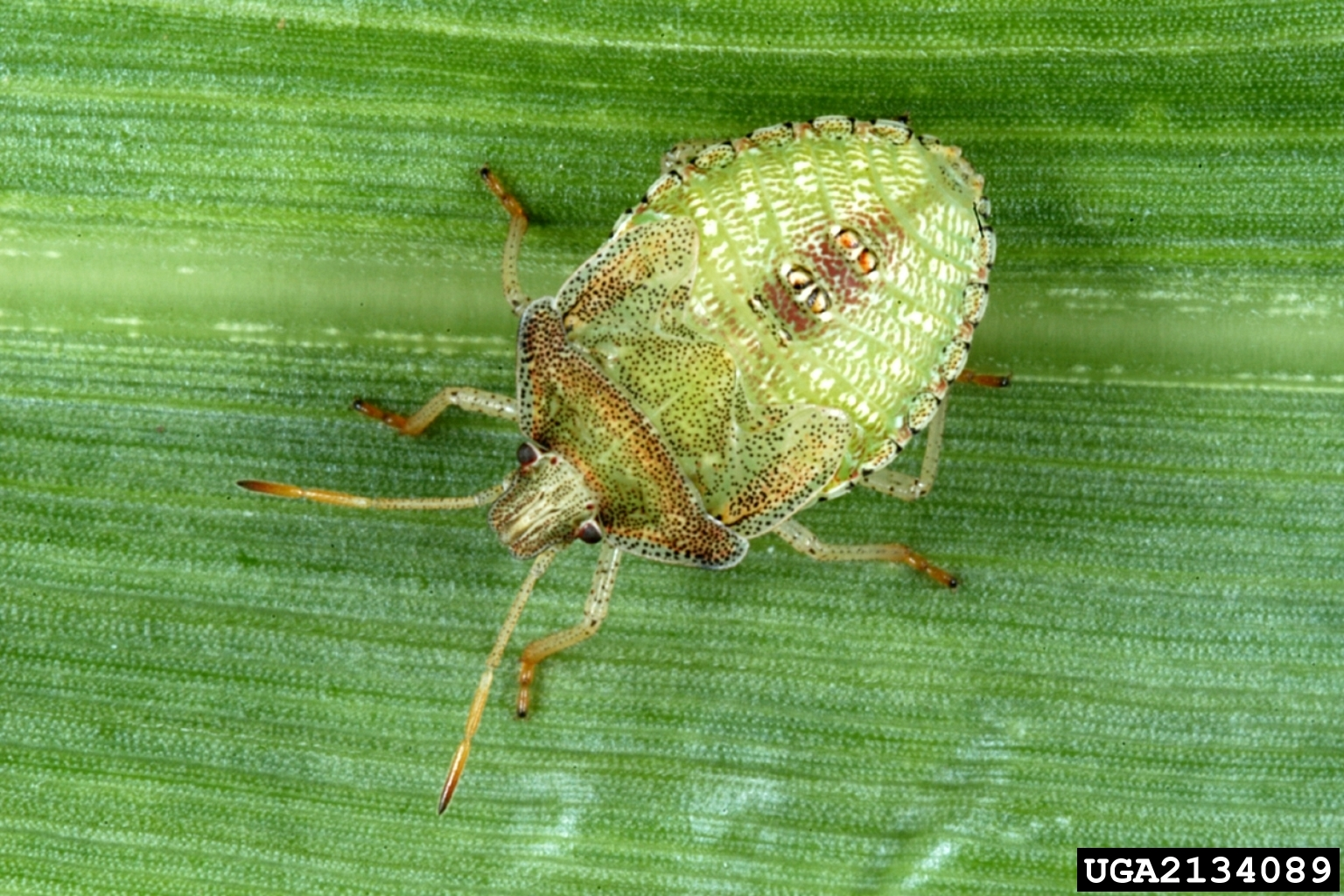
Euschistus quadrator
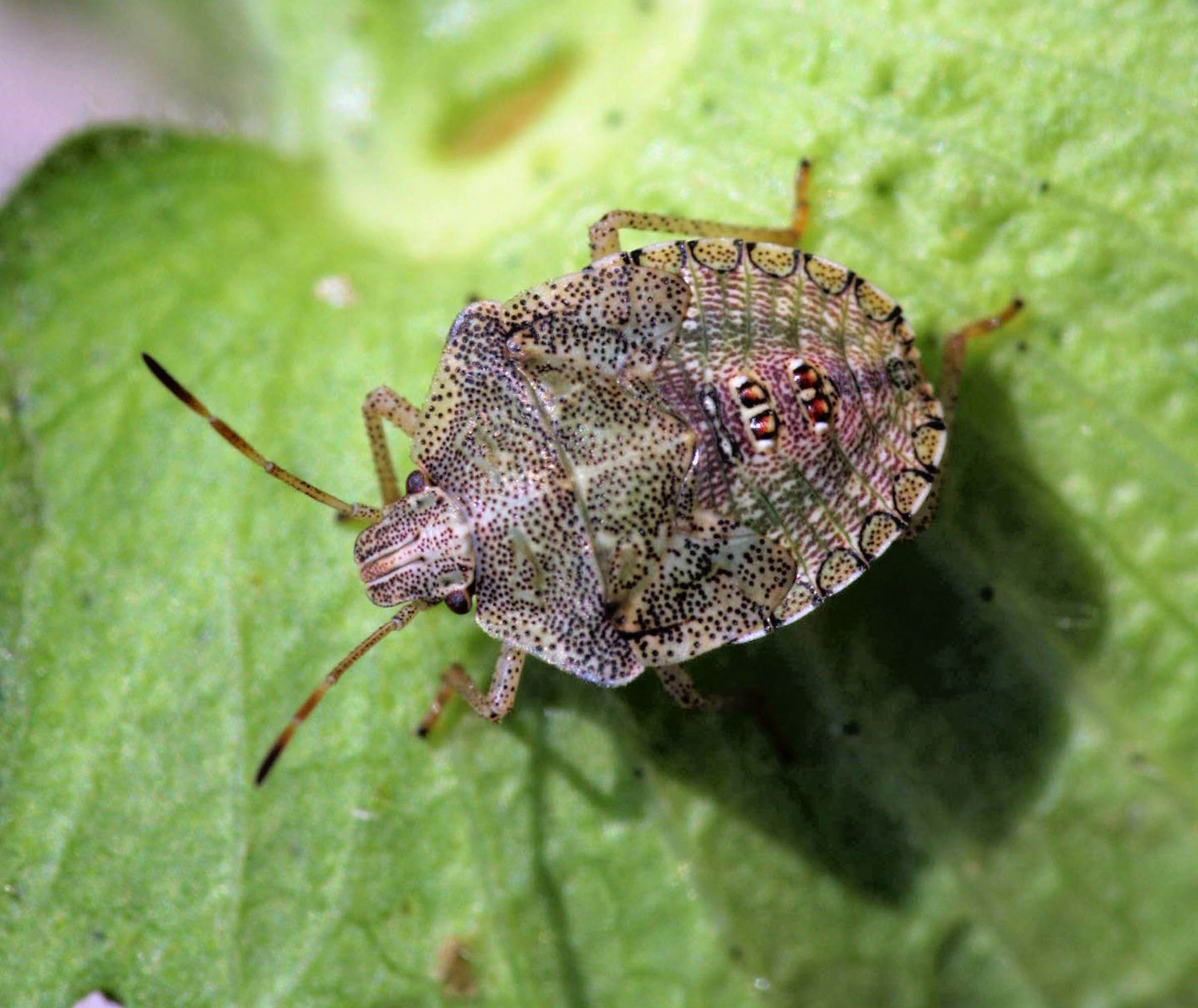
Euschistus servus
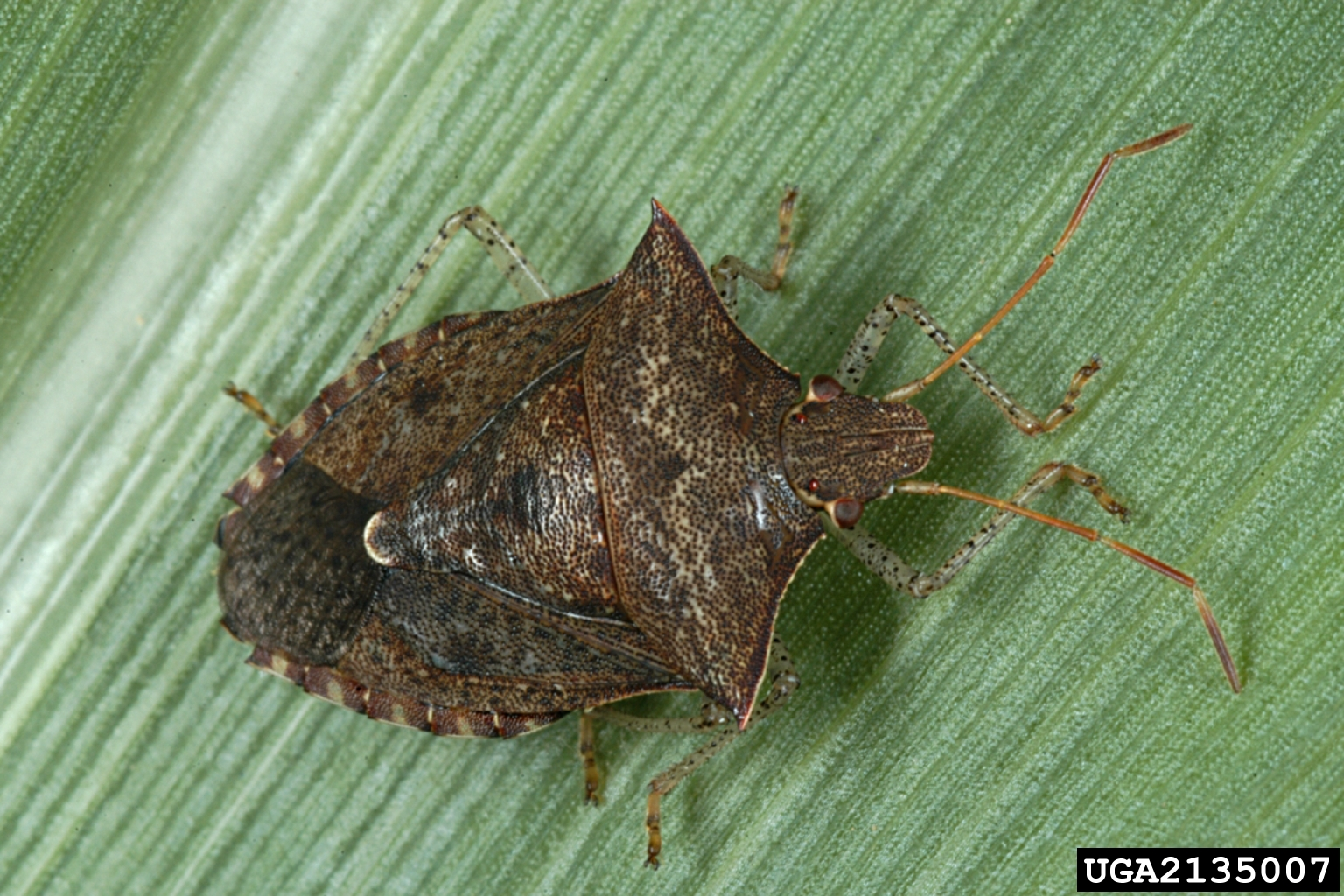
Euschistus tristigmus

### Euthyrhynchus

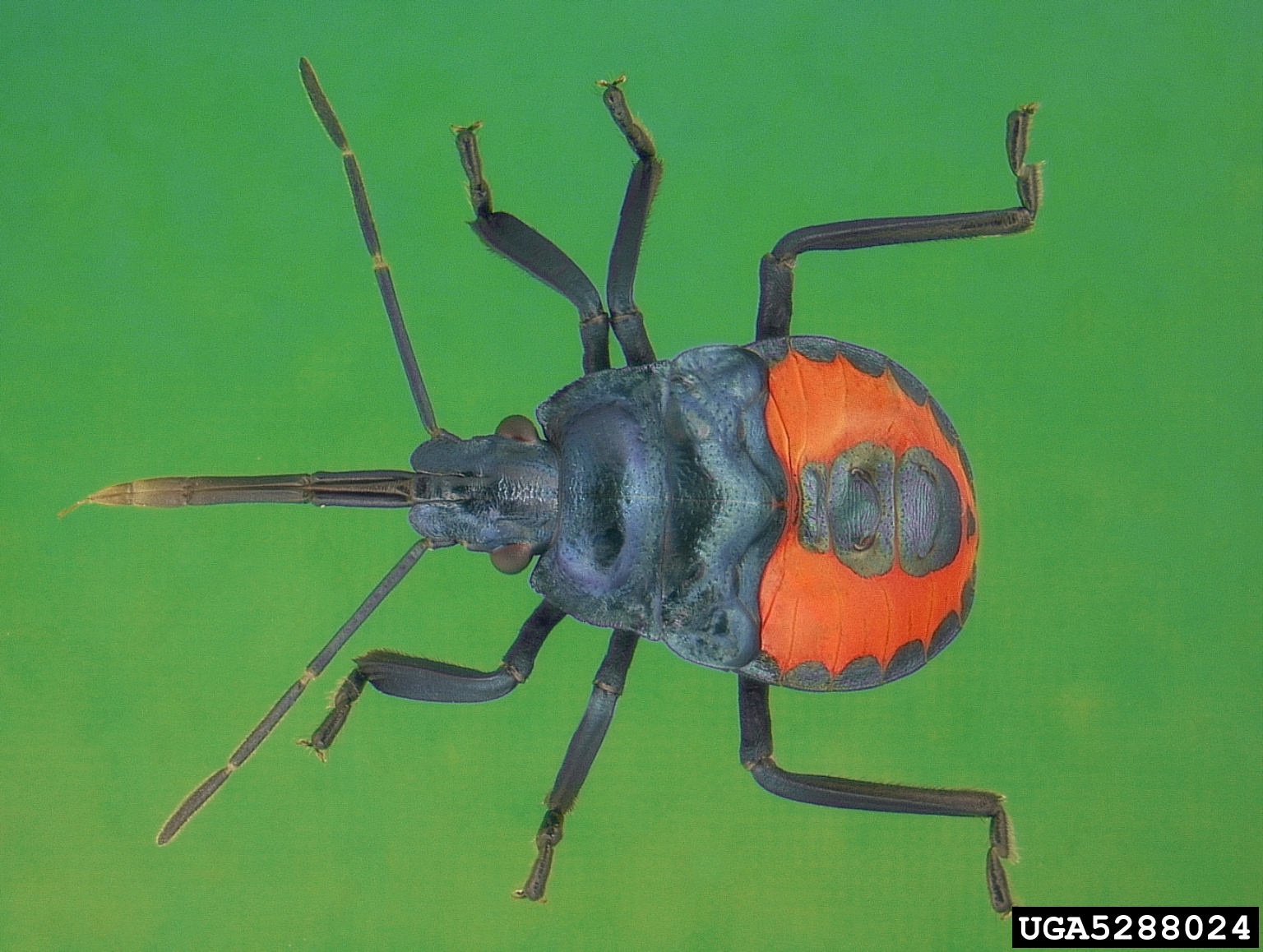
Euthyrhynchus floridanus

## G

### Graphosoma

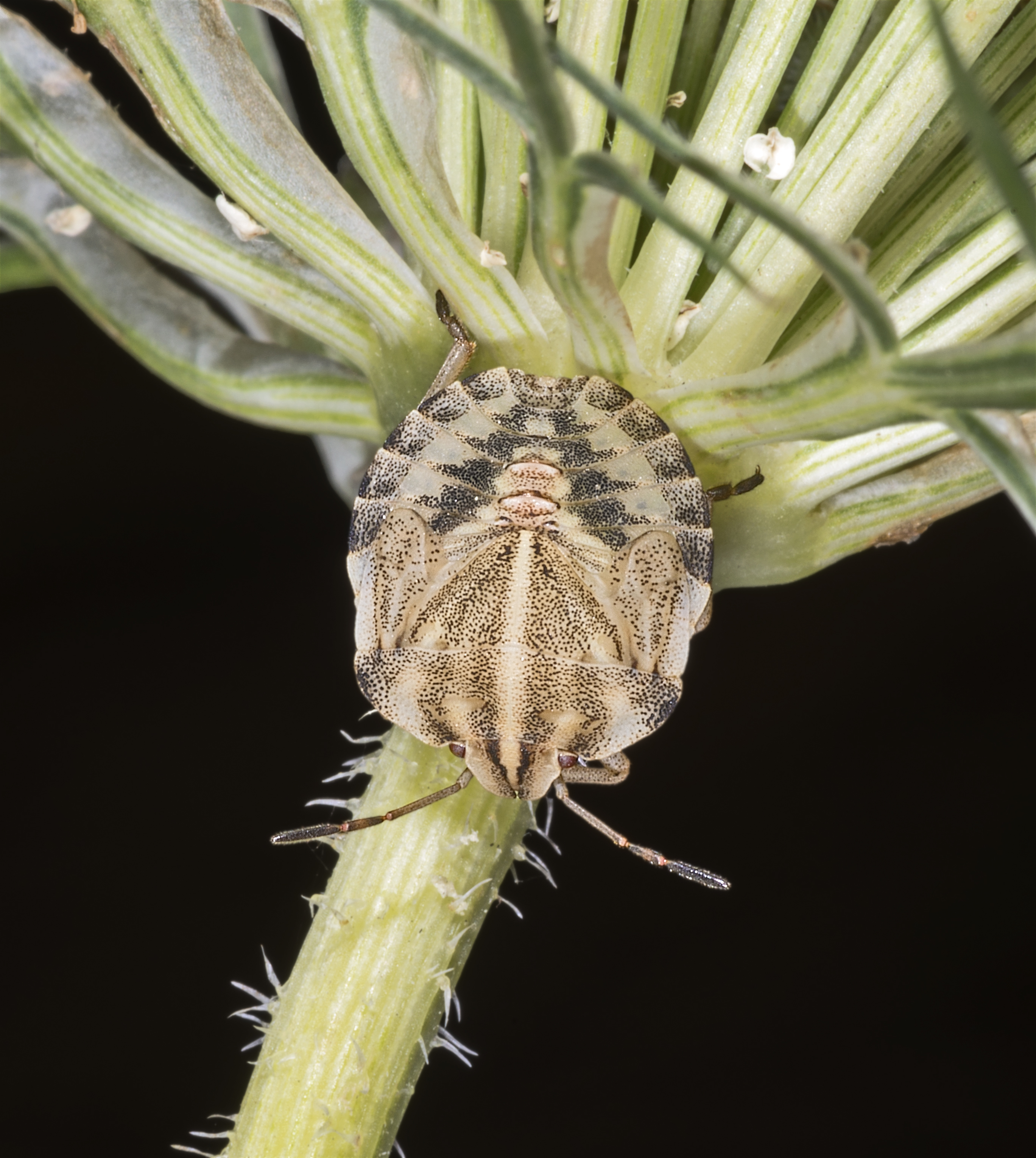
Graphosoma italicum Larve
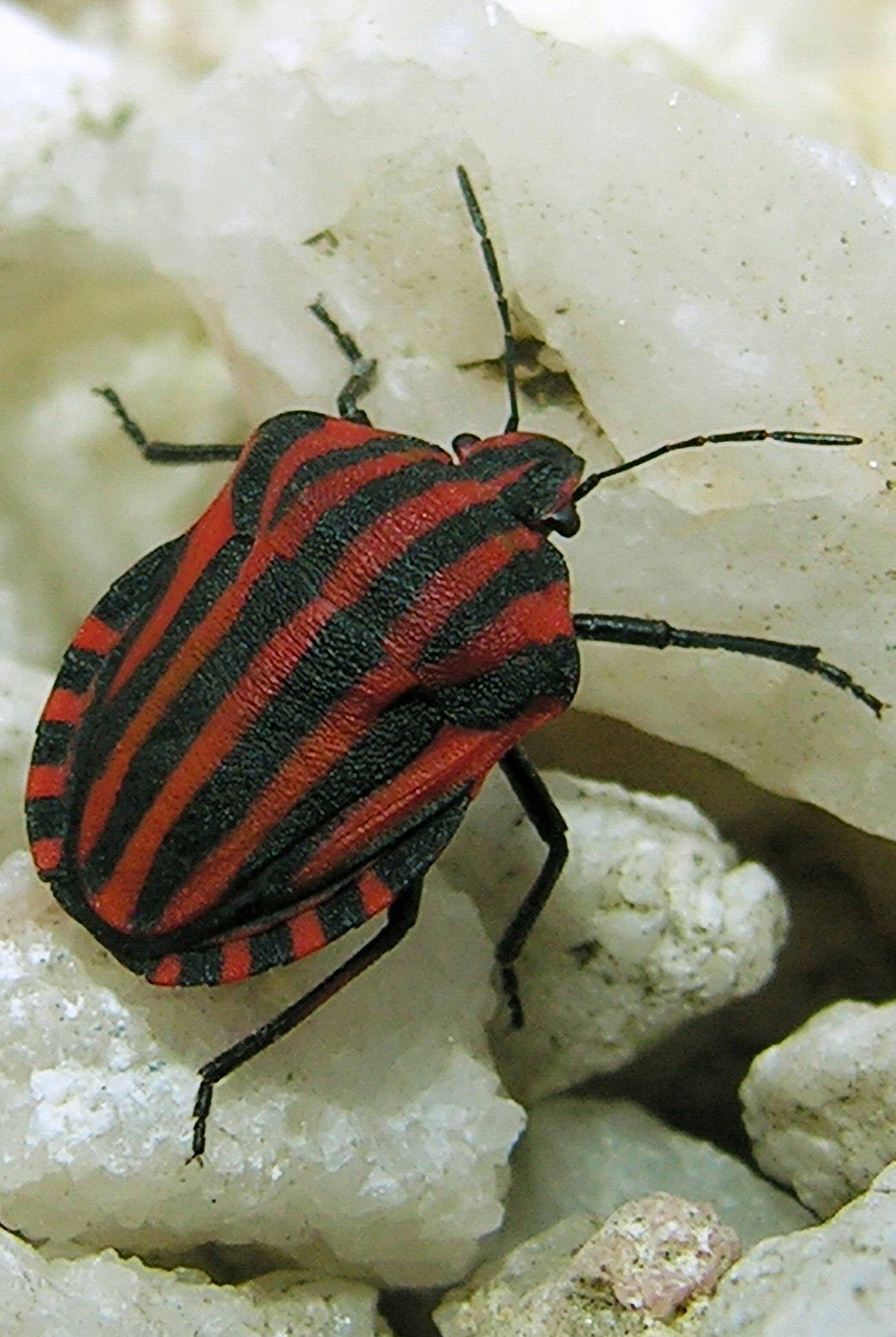
Graphosoma italicum
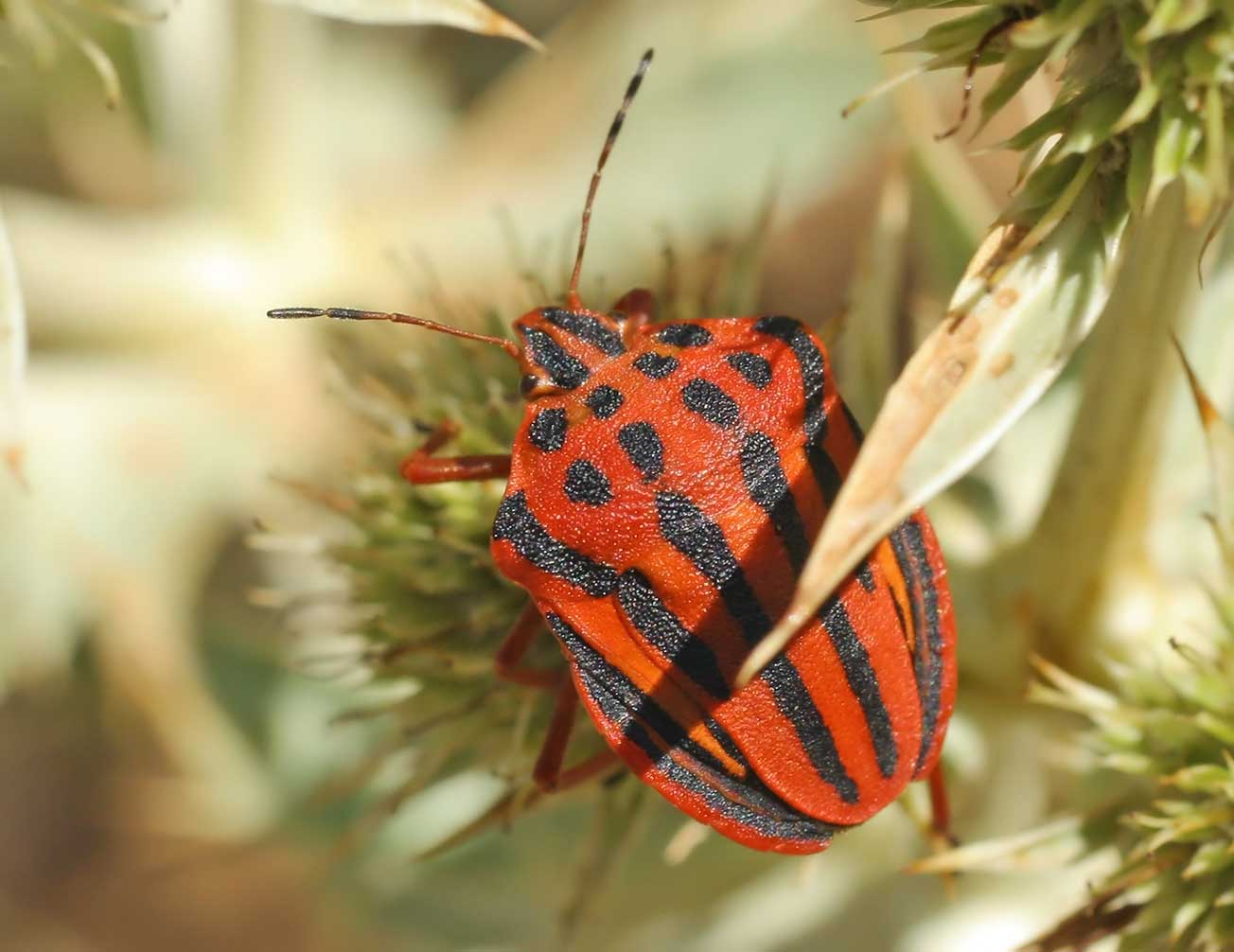
Graphosoma semipunctatum
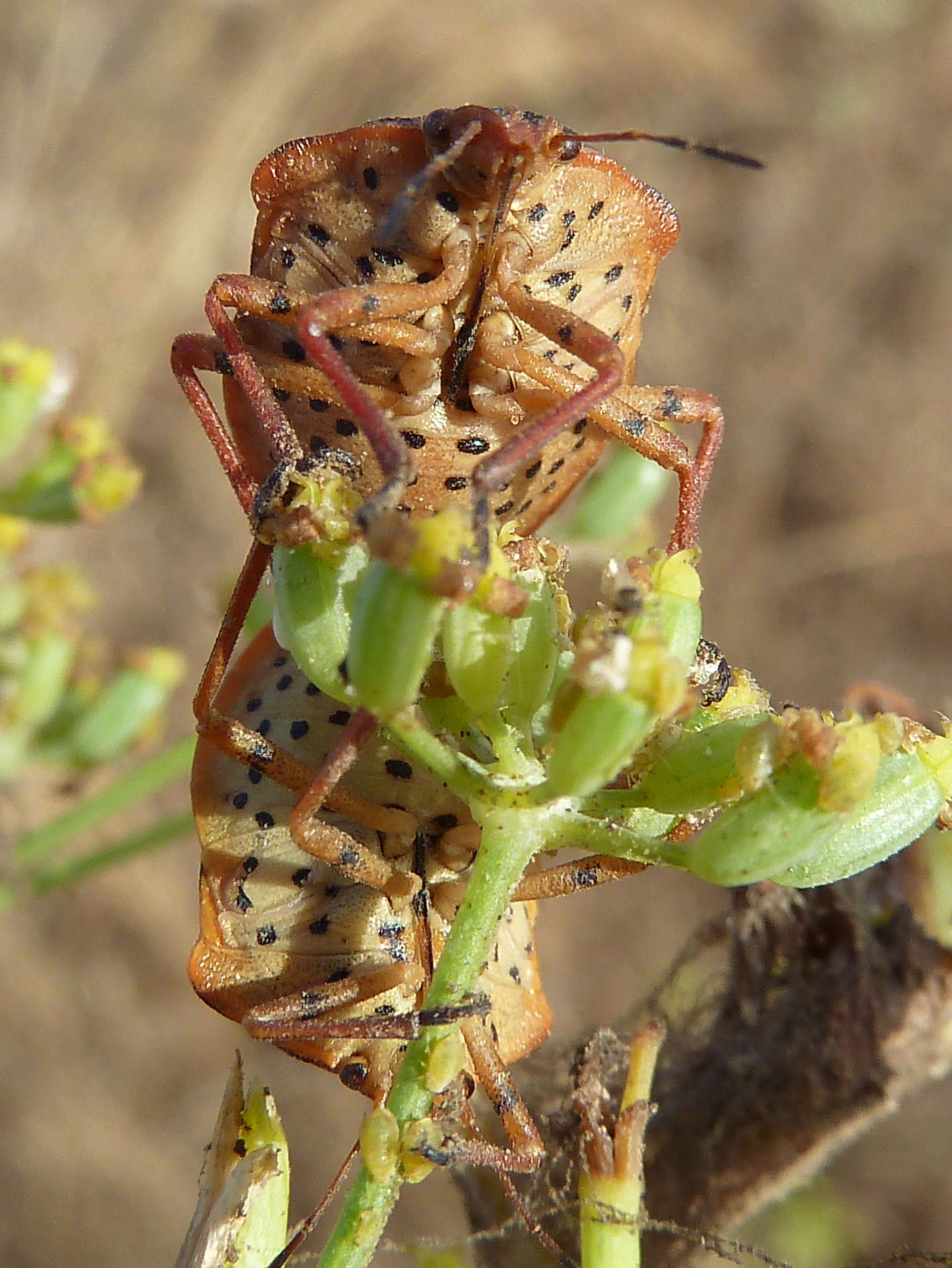
Graphosoma semipunctatum: vue ventrale
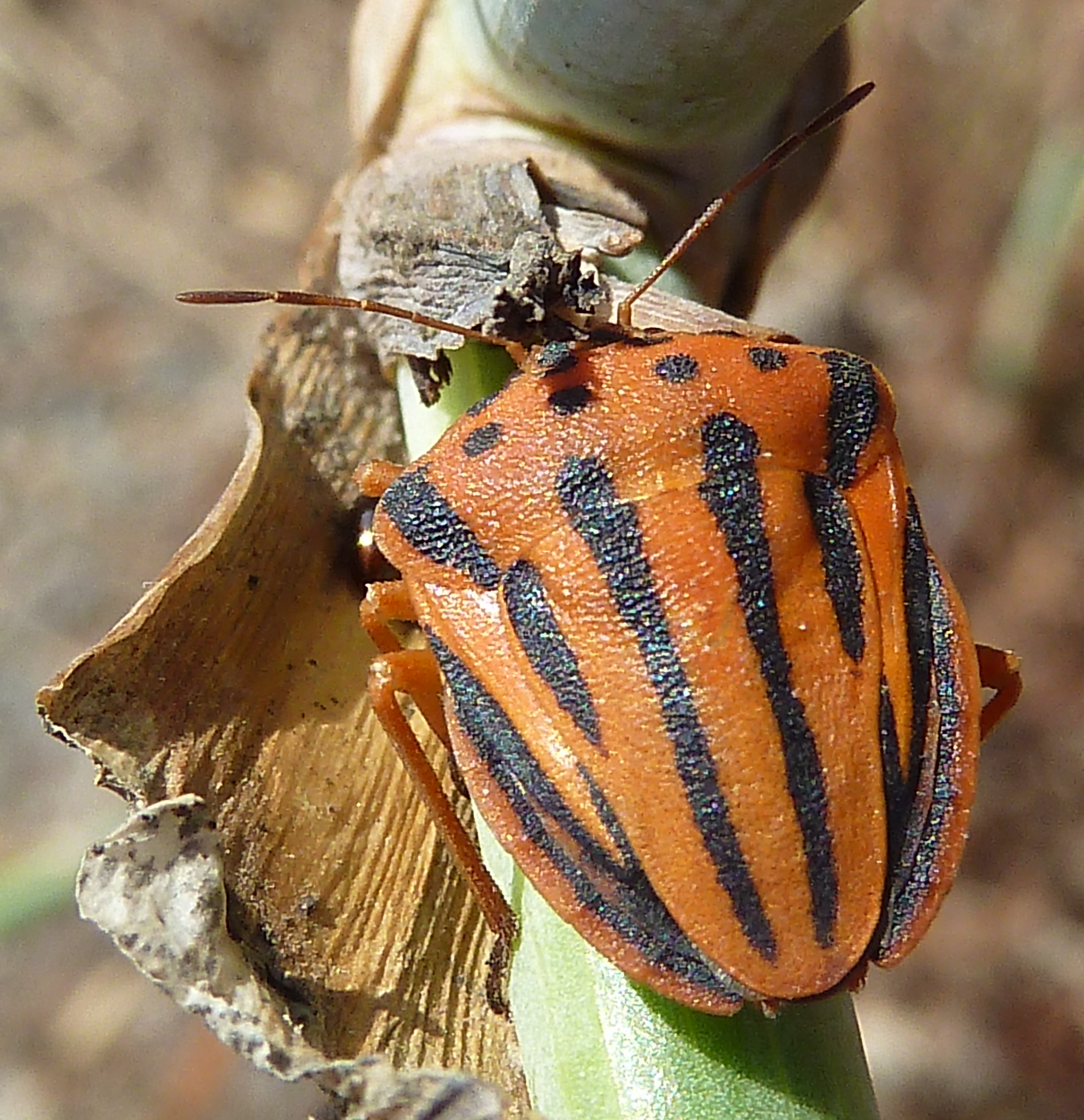
Graphosoma semipunctatum:

## H

### Halyomorpha

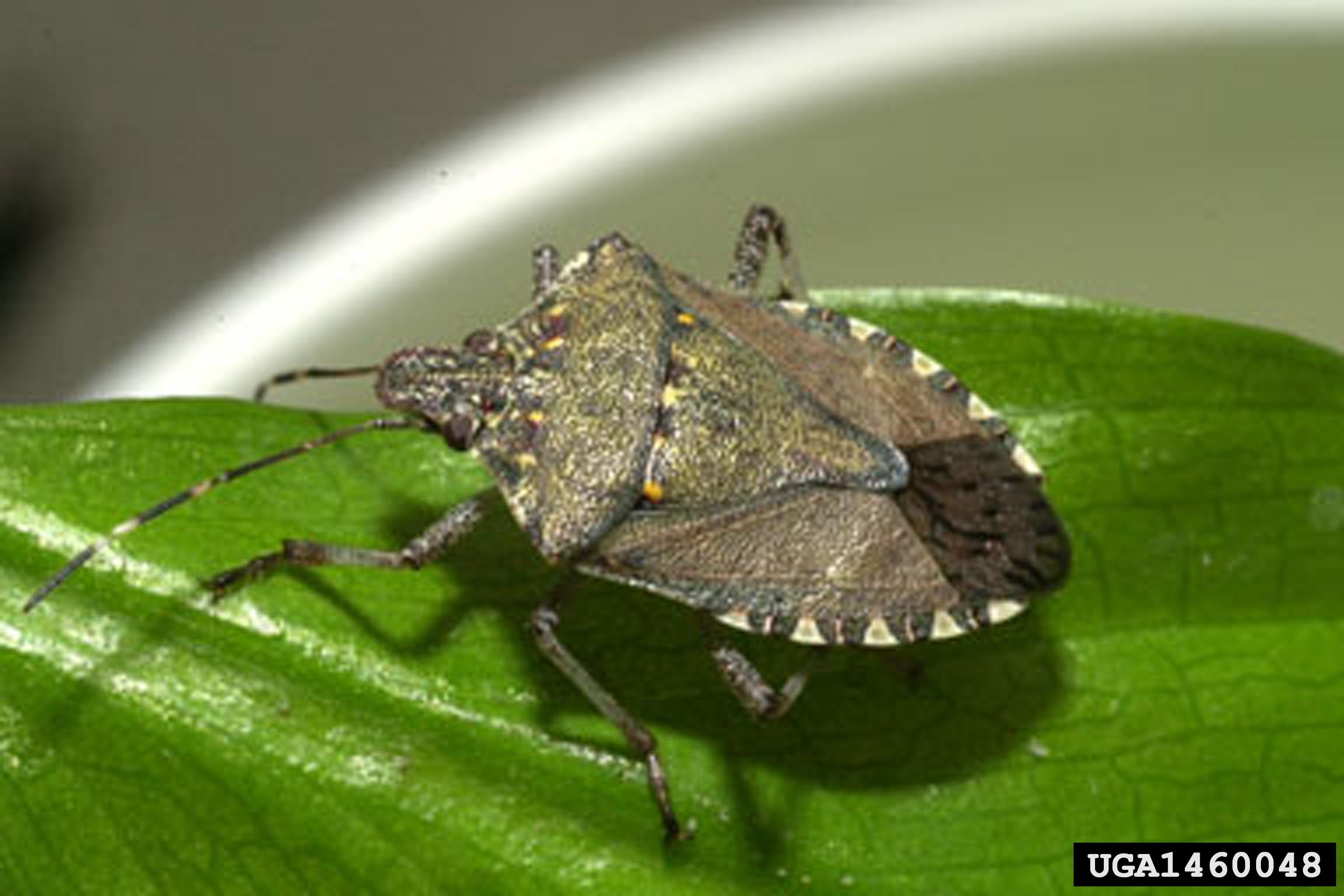
Halyomorpha halys

### Holcostethus

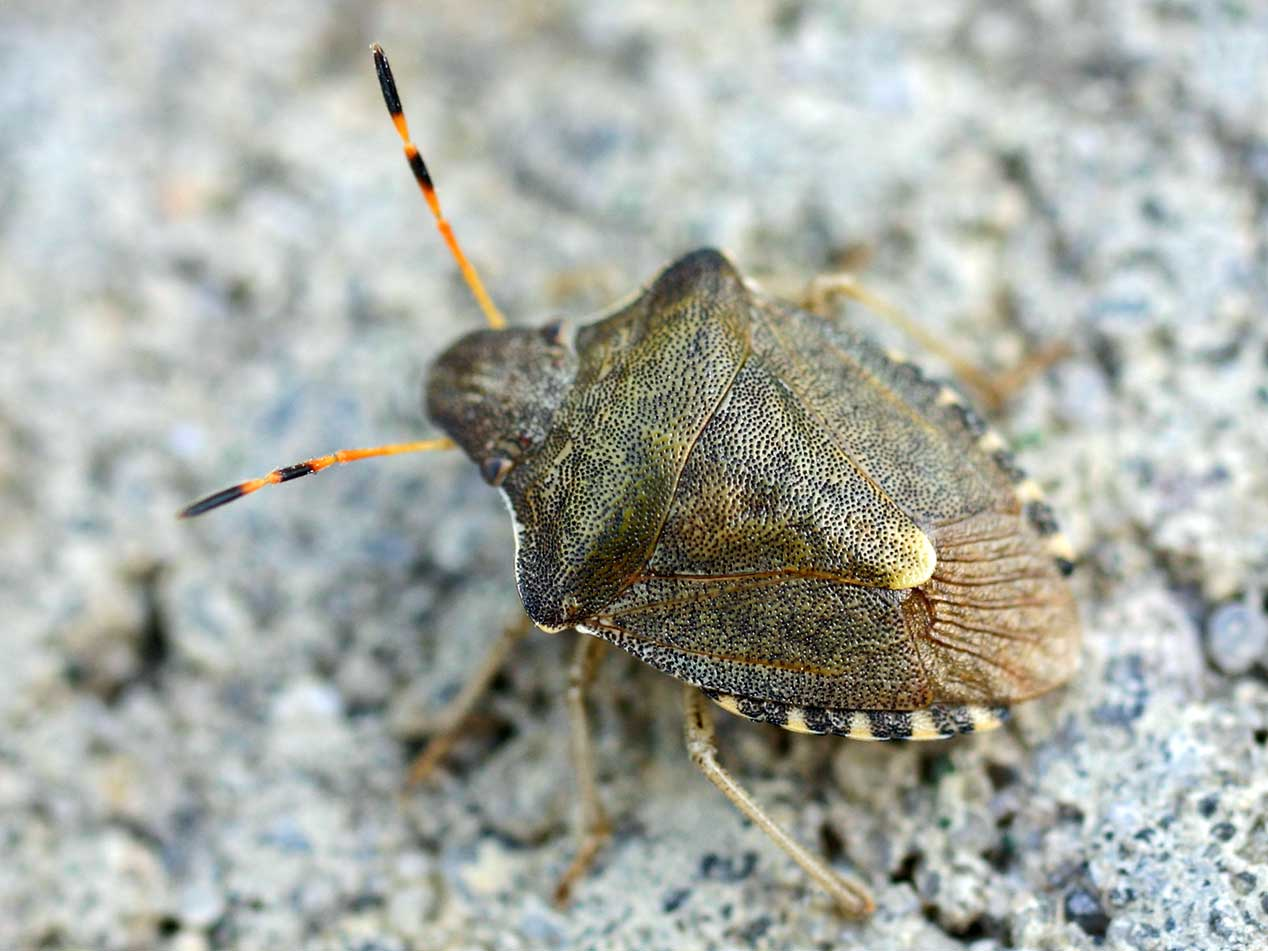
Holcostethus strictus

### Hymenarcys

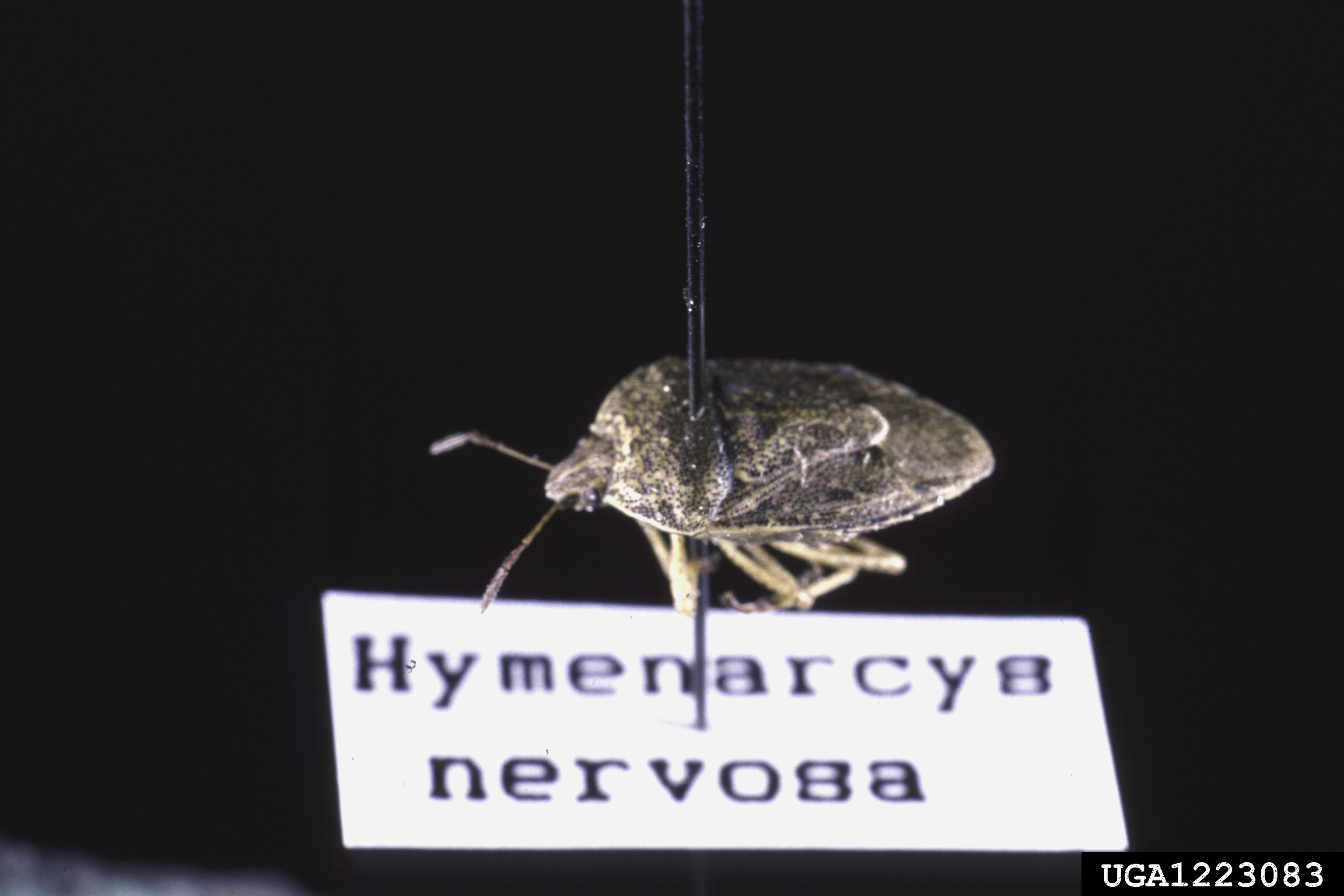
Hymenarcys nervosa

## L

### Loxa

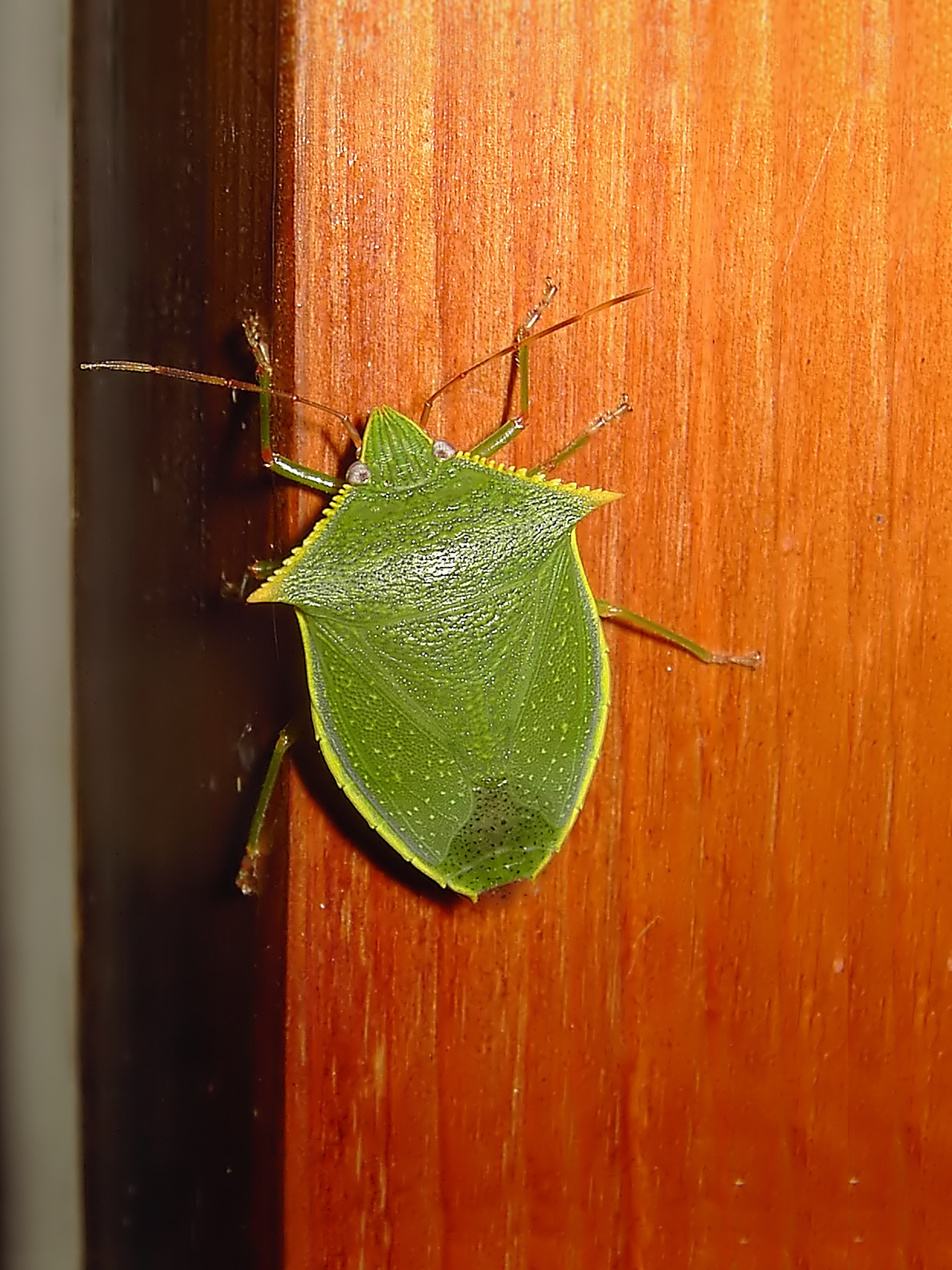
Loxa viridis

## M

### Murgantia

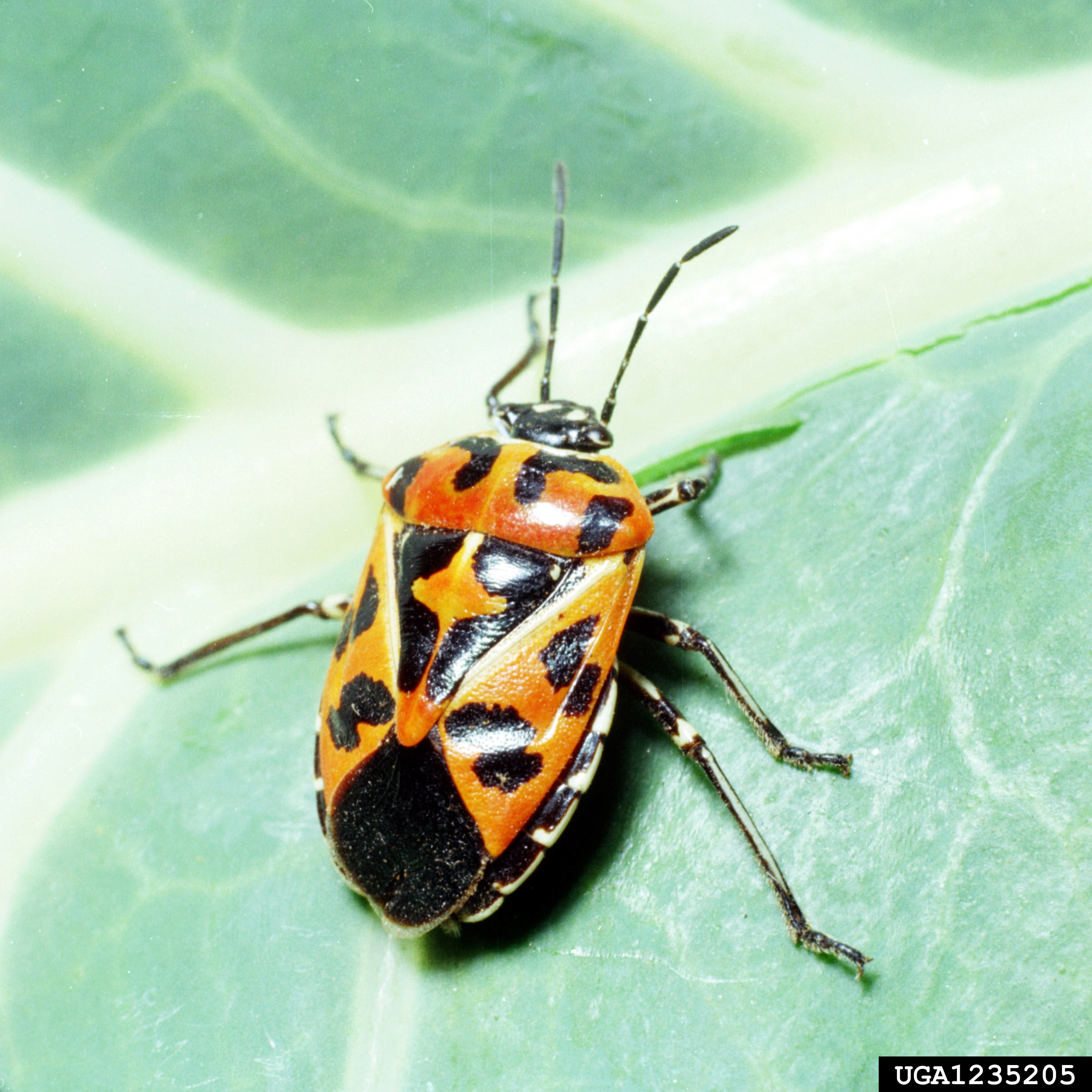
Murgantia histrionica

## N

### Nezara

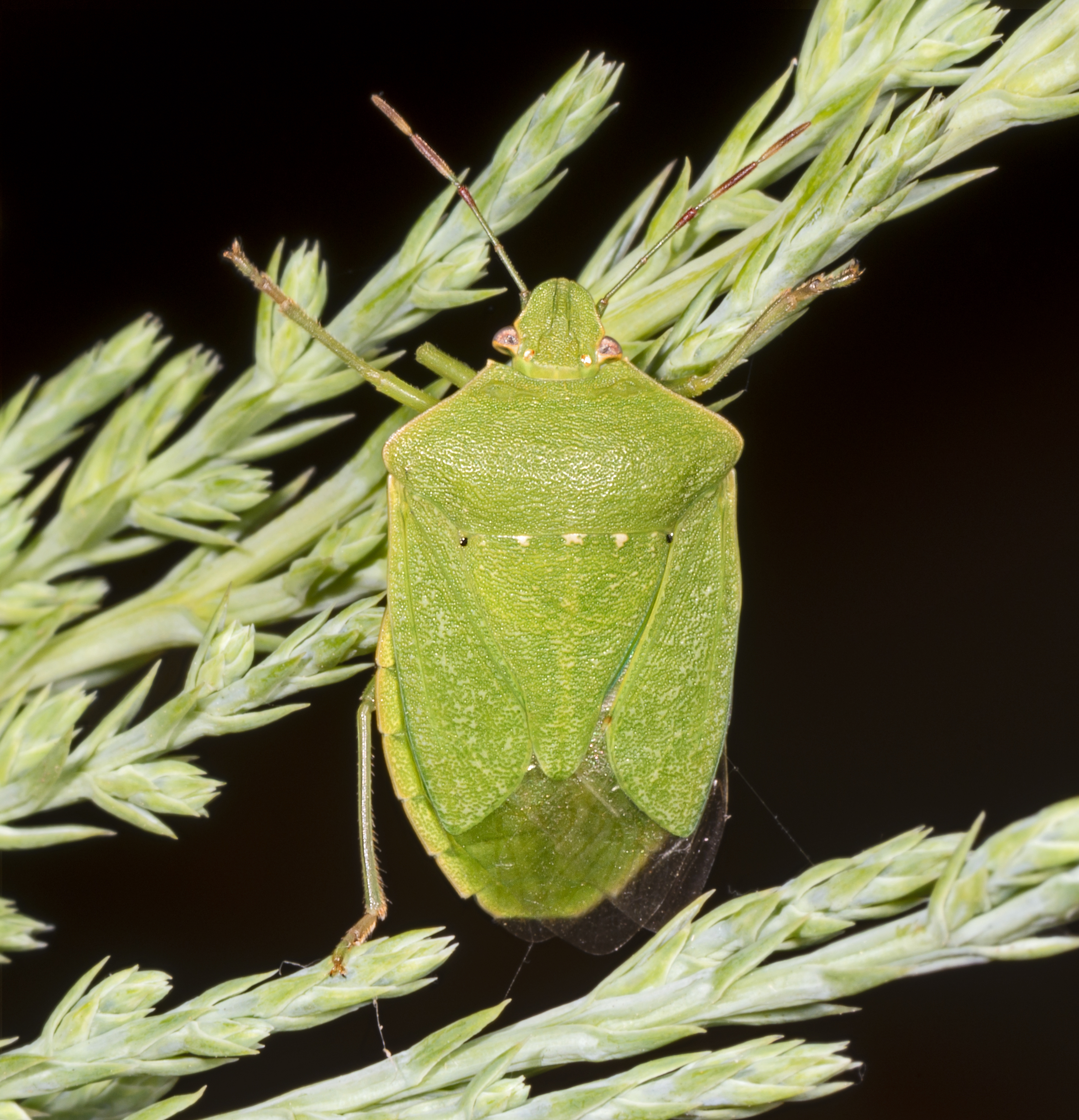
Nezara viridula

## O

### Oebalus

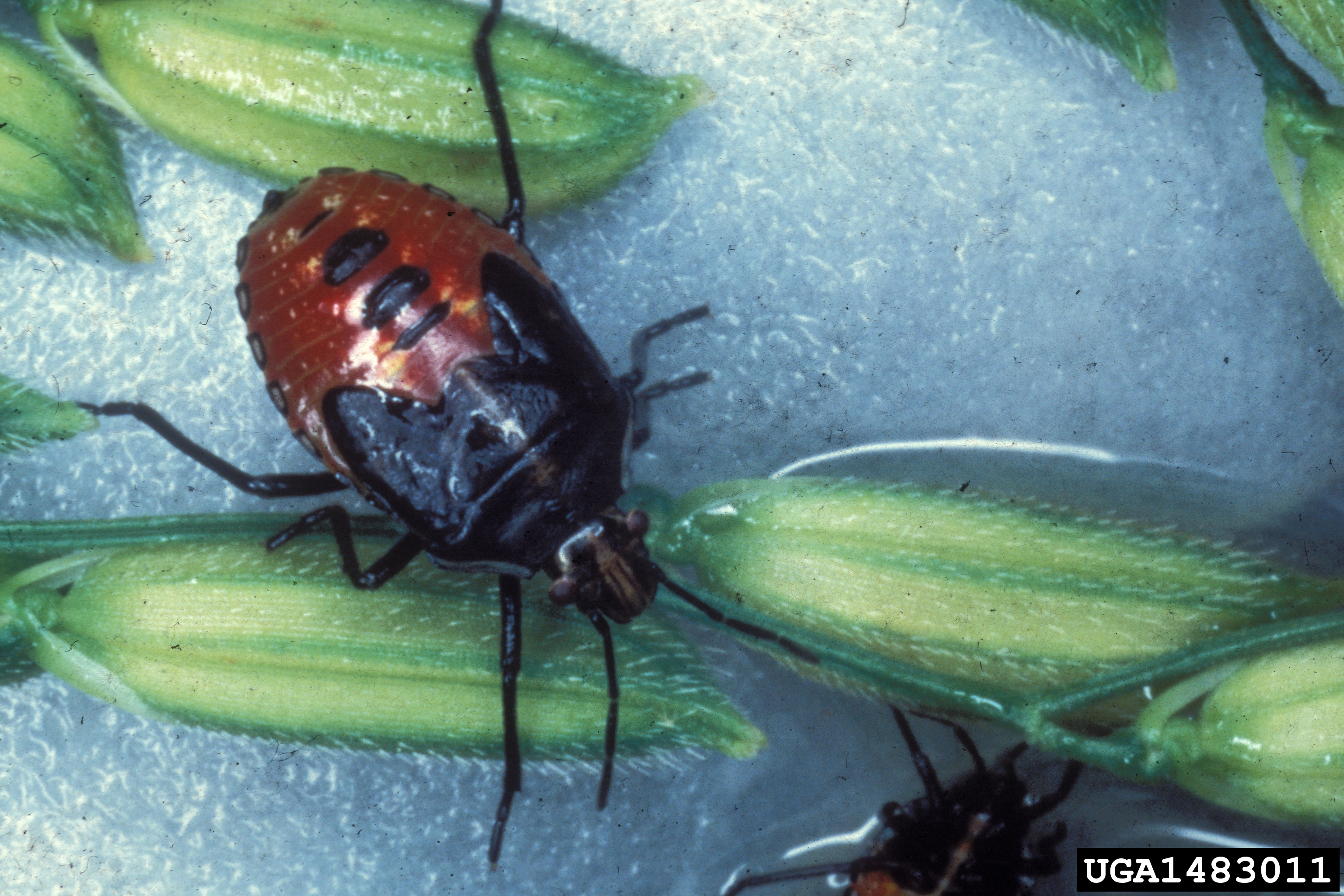
Oebalus insularis (juvénile)
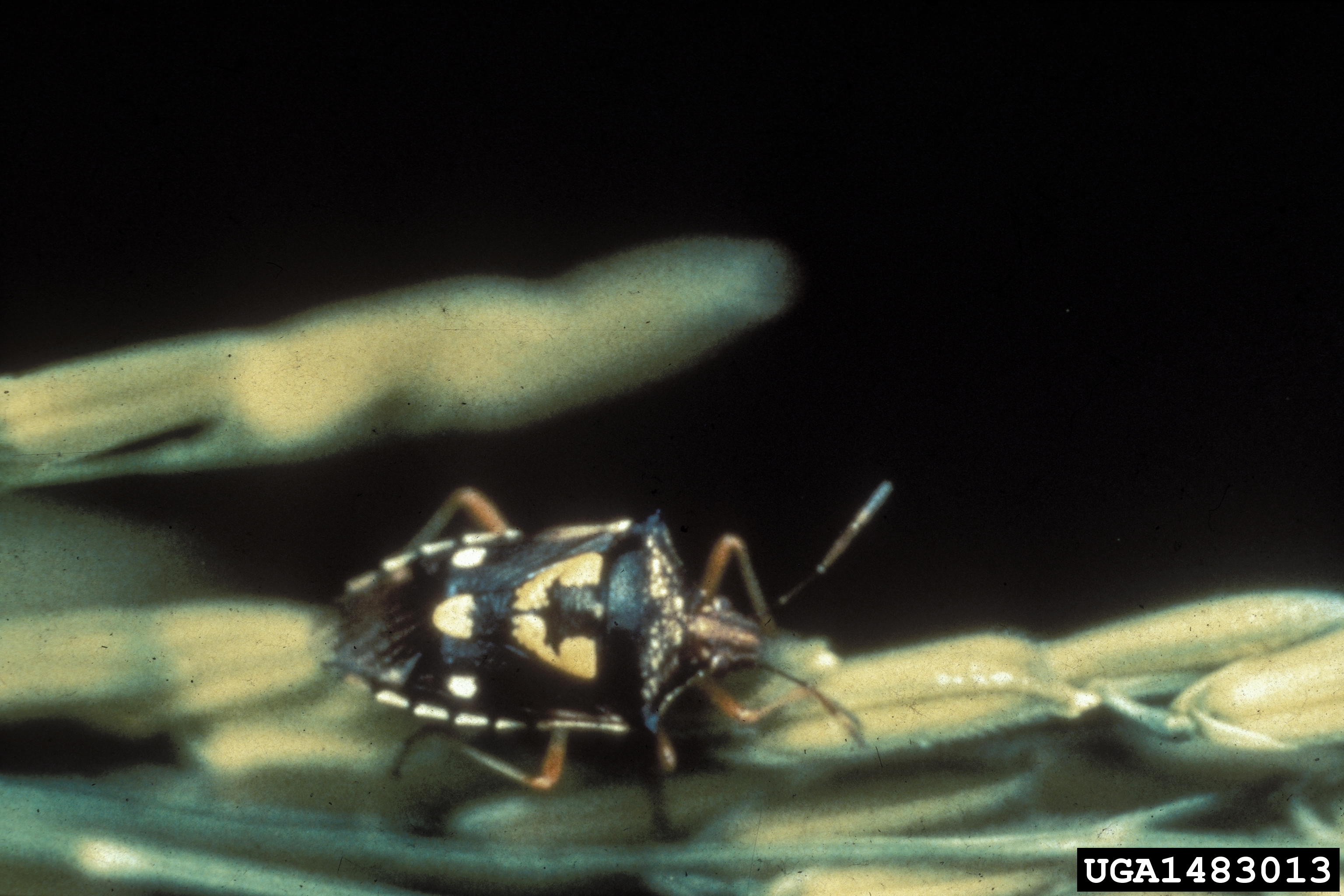
Oebalus ornatus
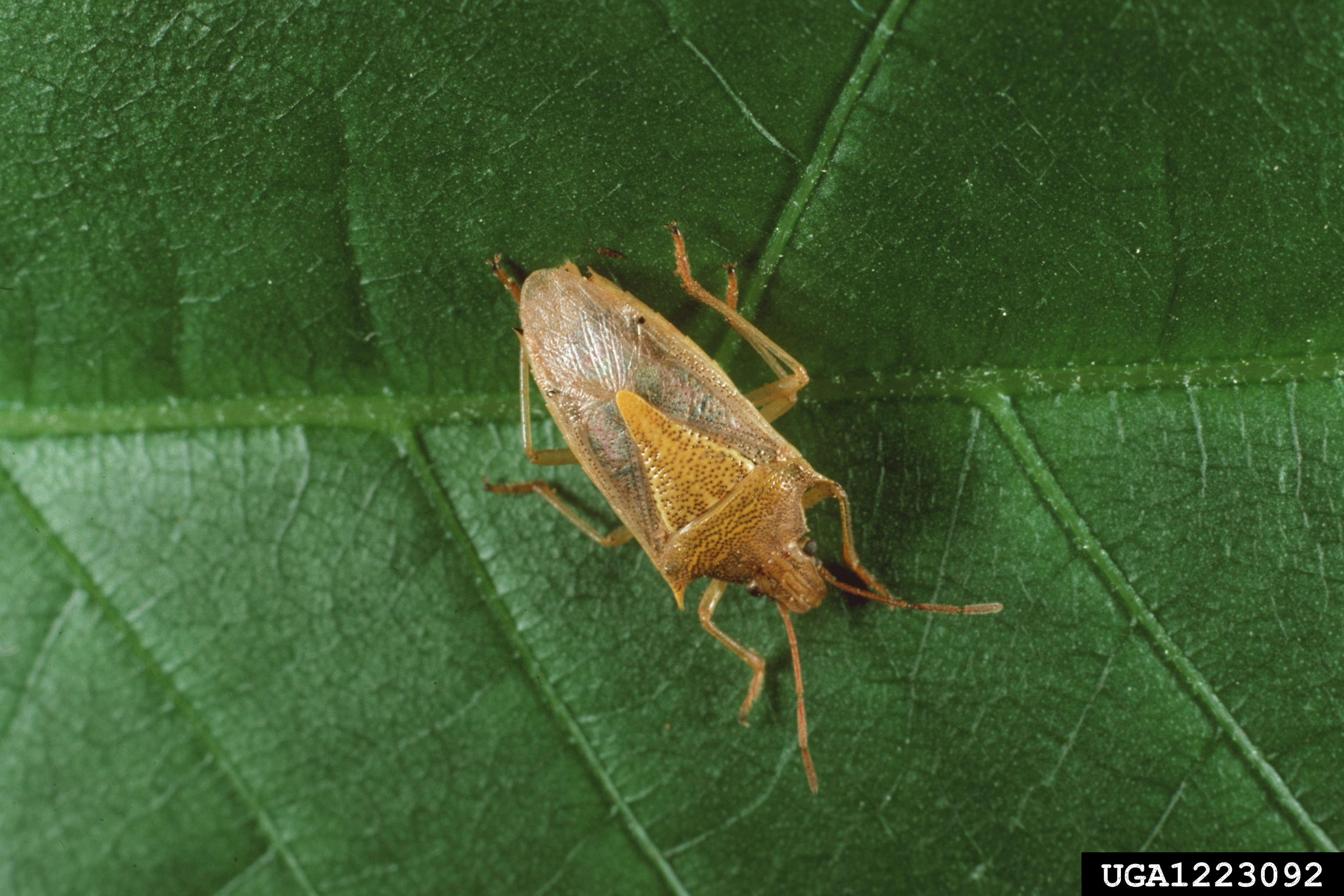
Oebalus pugnax
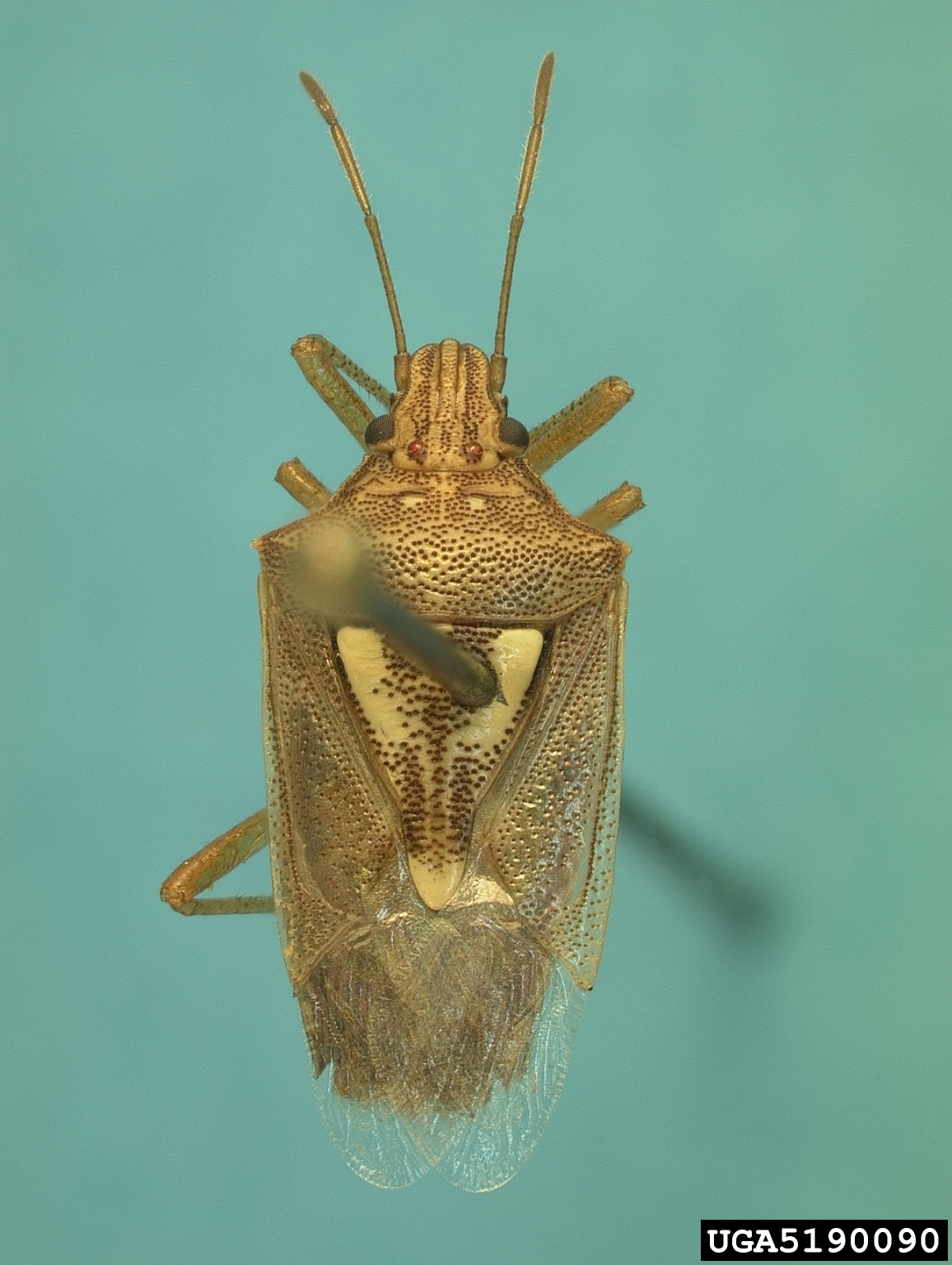
Oebalus ypsilongriseus

## P

### Palomena

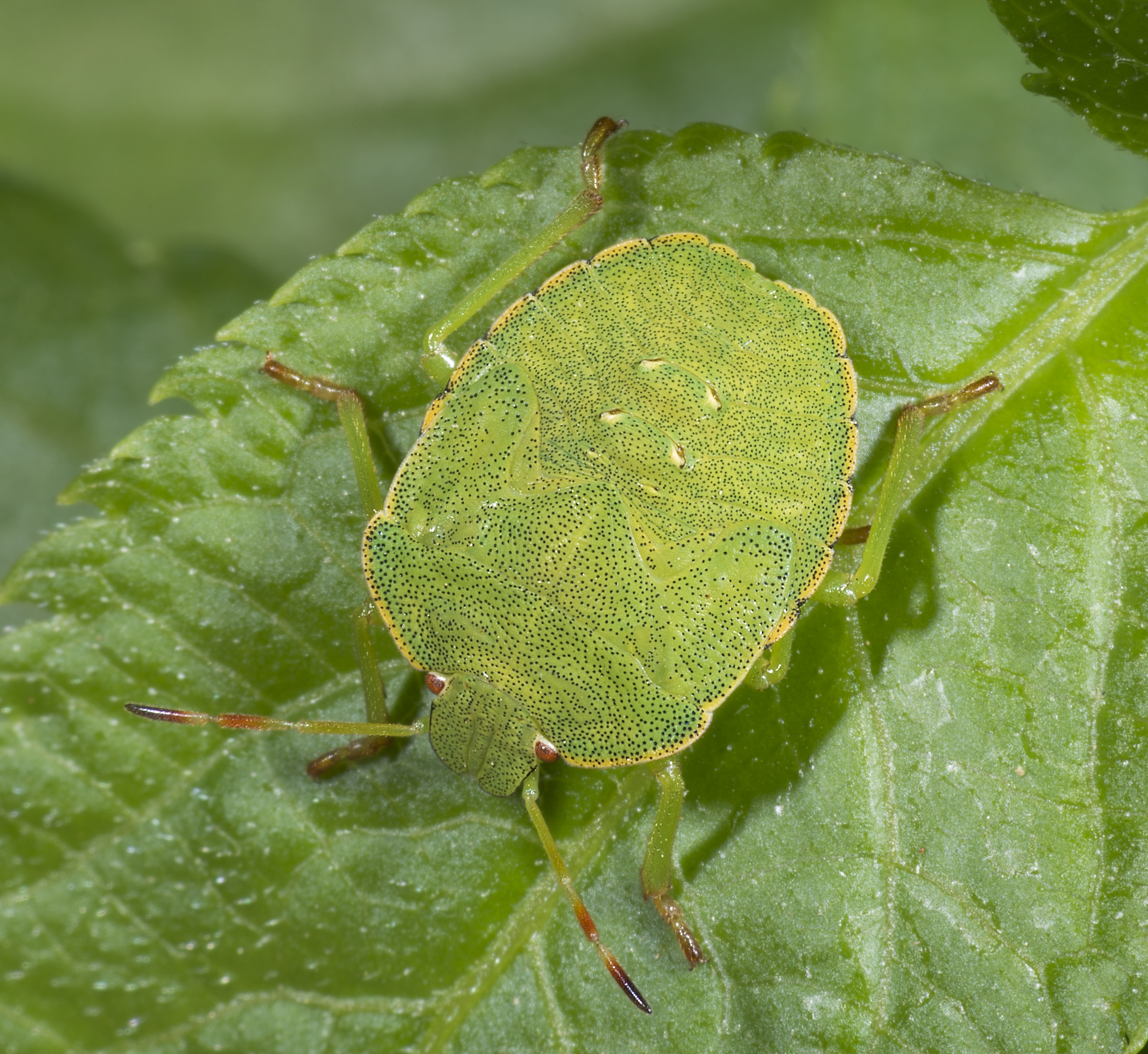
Palomena prasina Larve Stade V
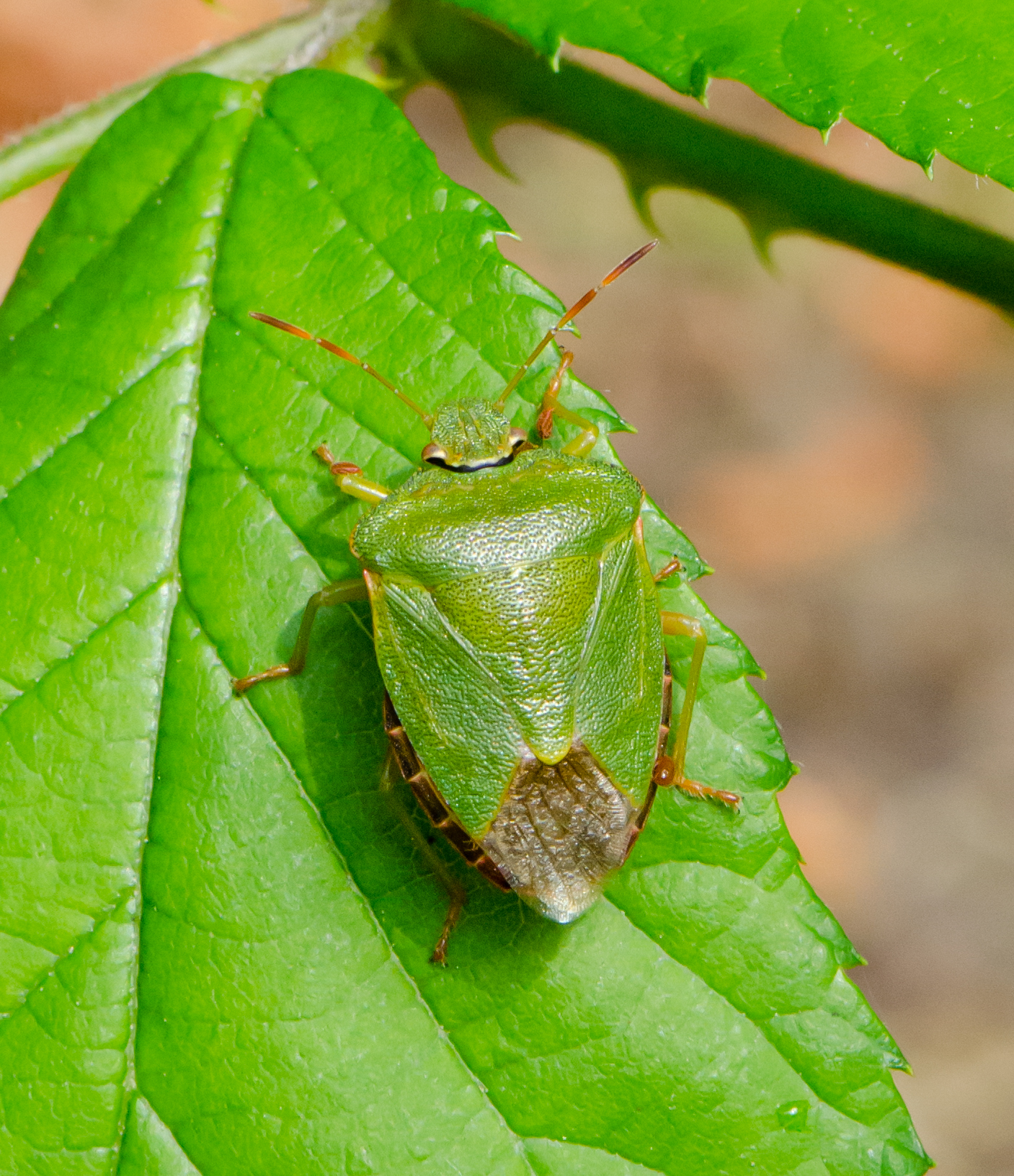
Palomena prasina Adulte
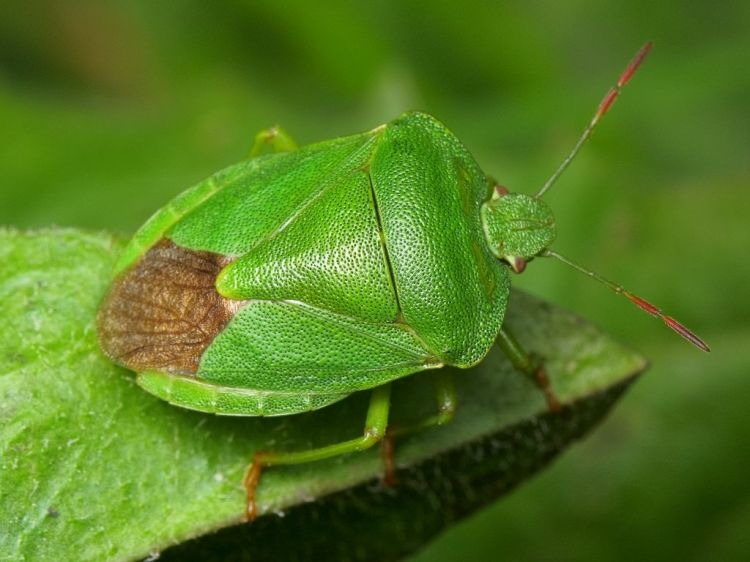
Palomena viridissima

### Pentatoma

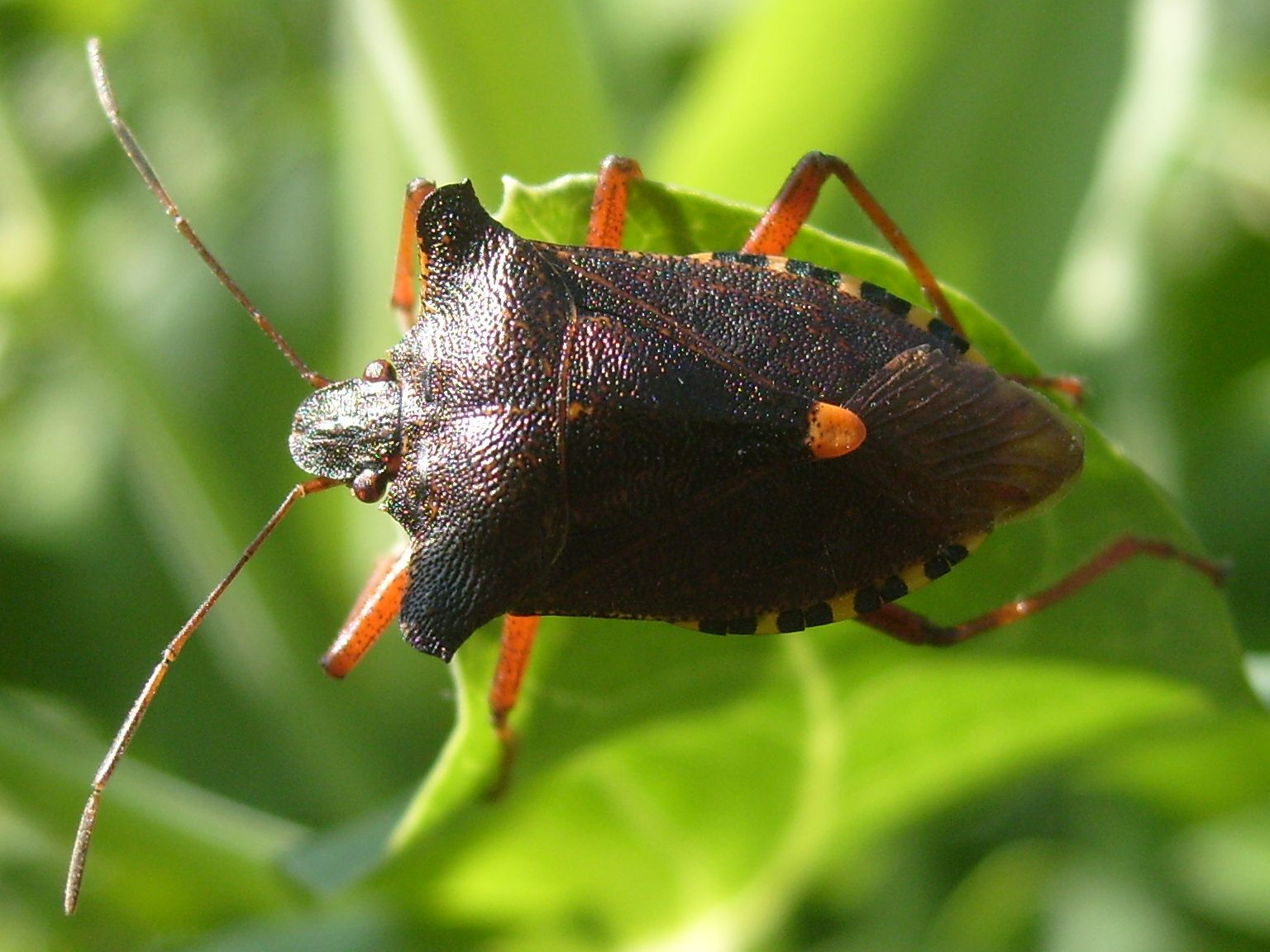
Pentatoma rufipes

### Perillus

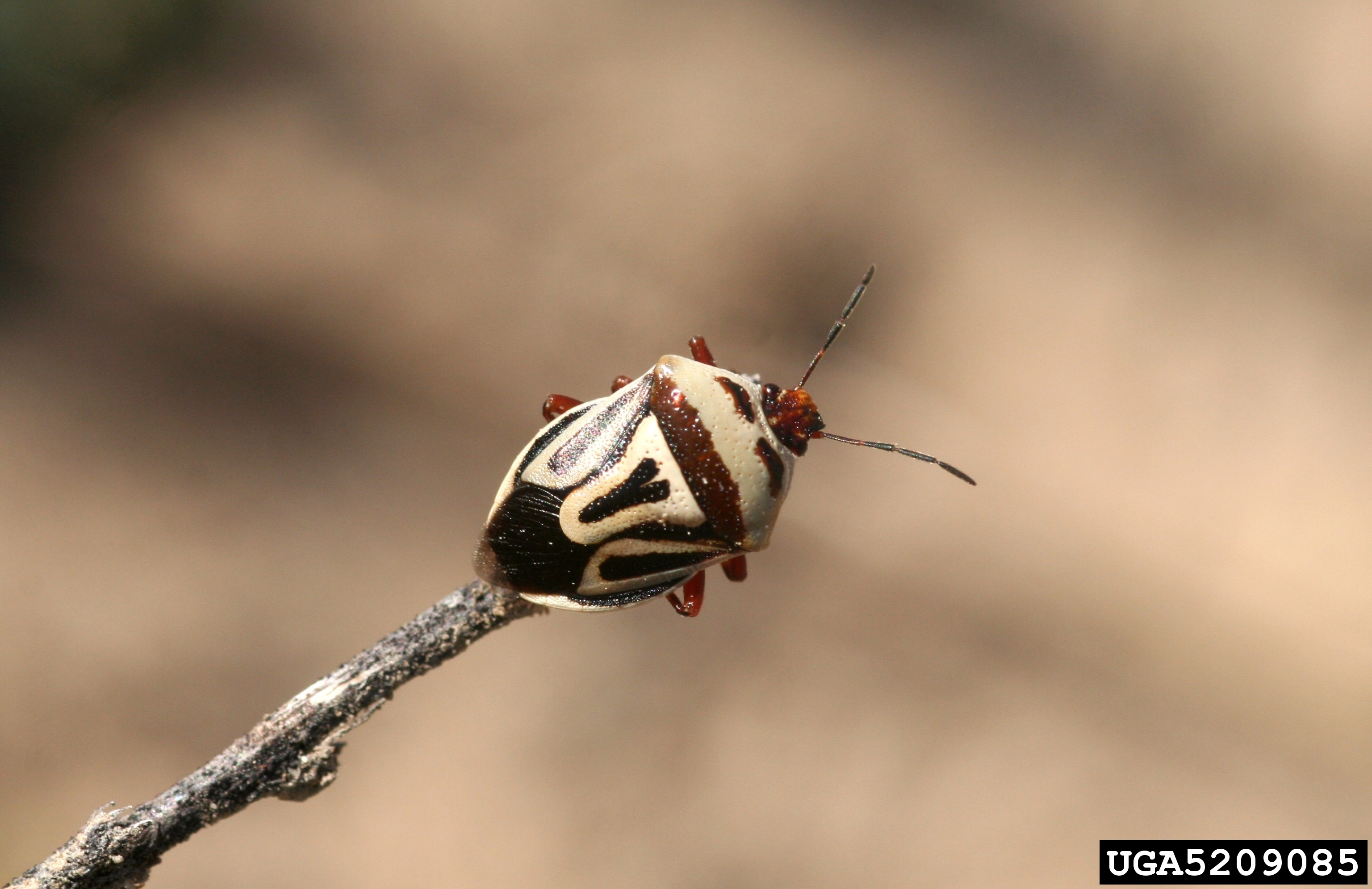
Perillus bioculatus

### Picromerus

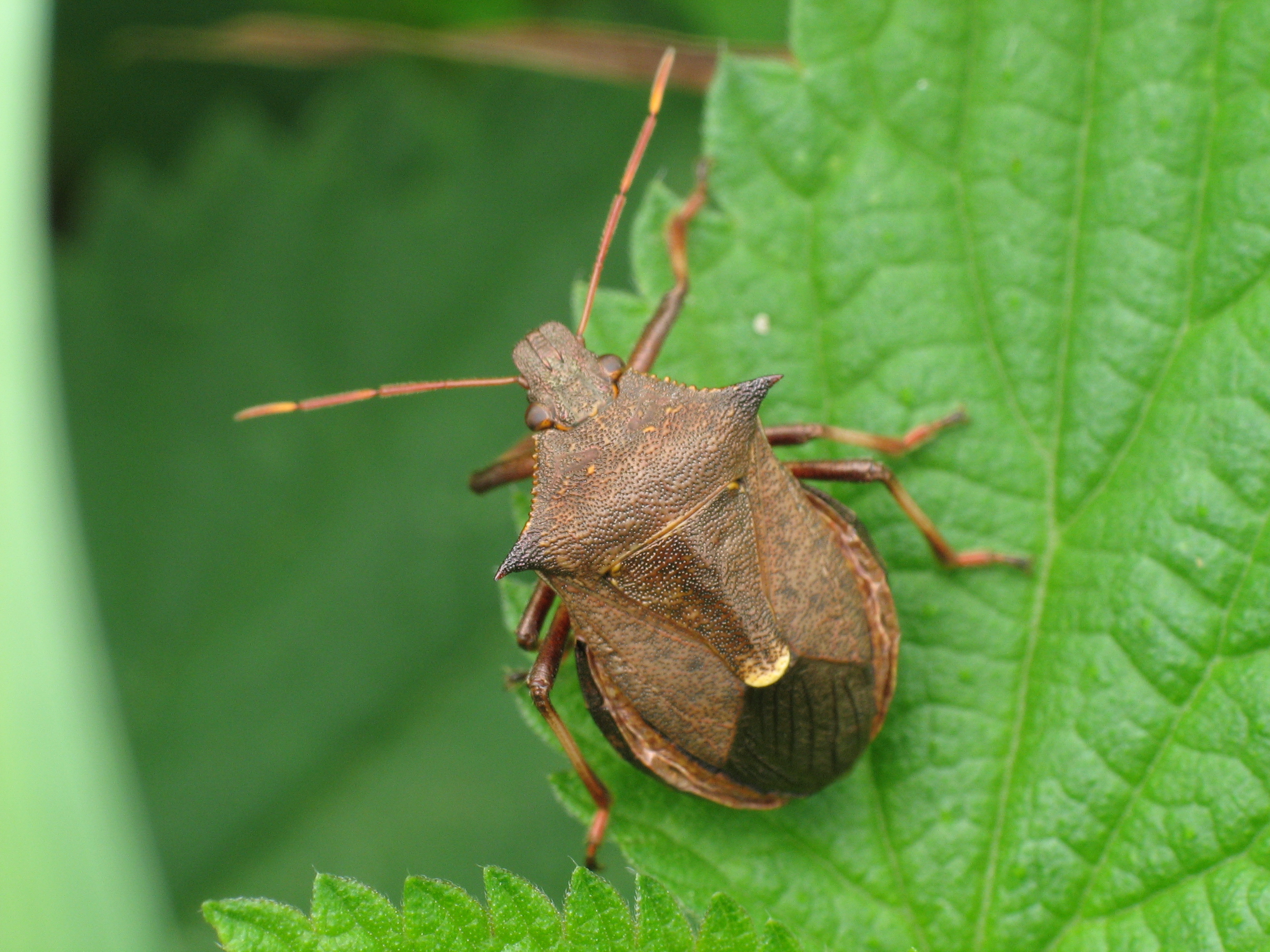
Picromerus bidens

## Piezodorus

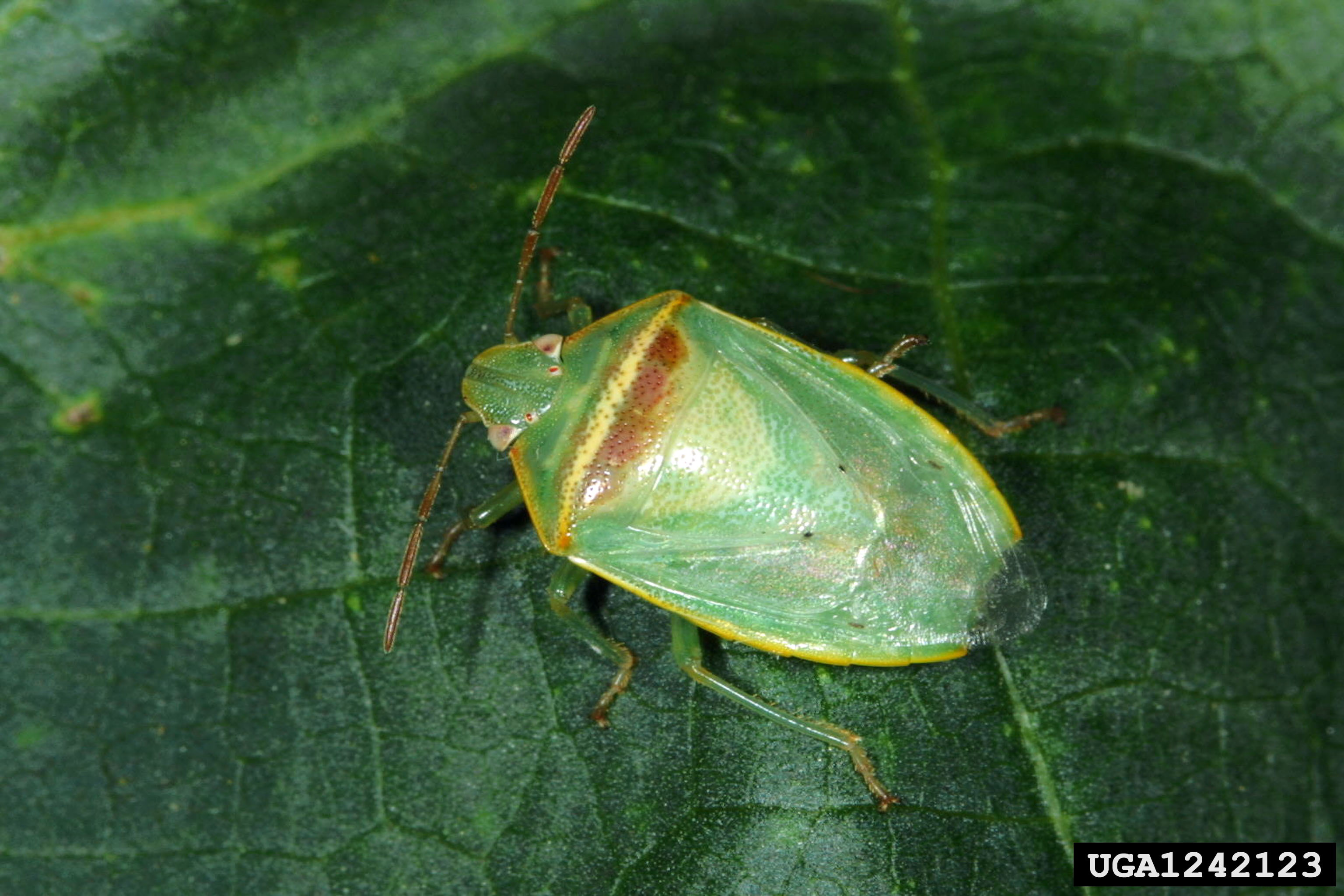
Piezodorus guildinii

### Podisus

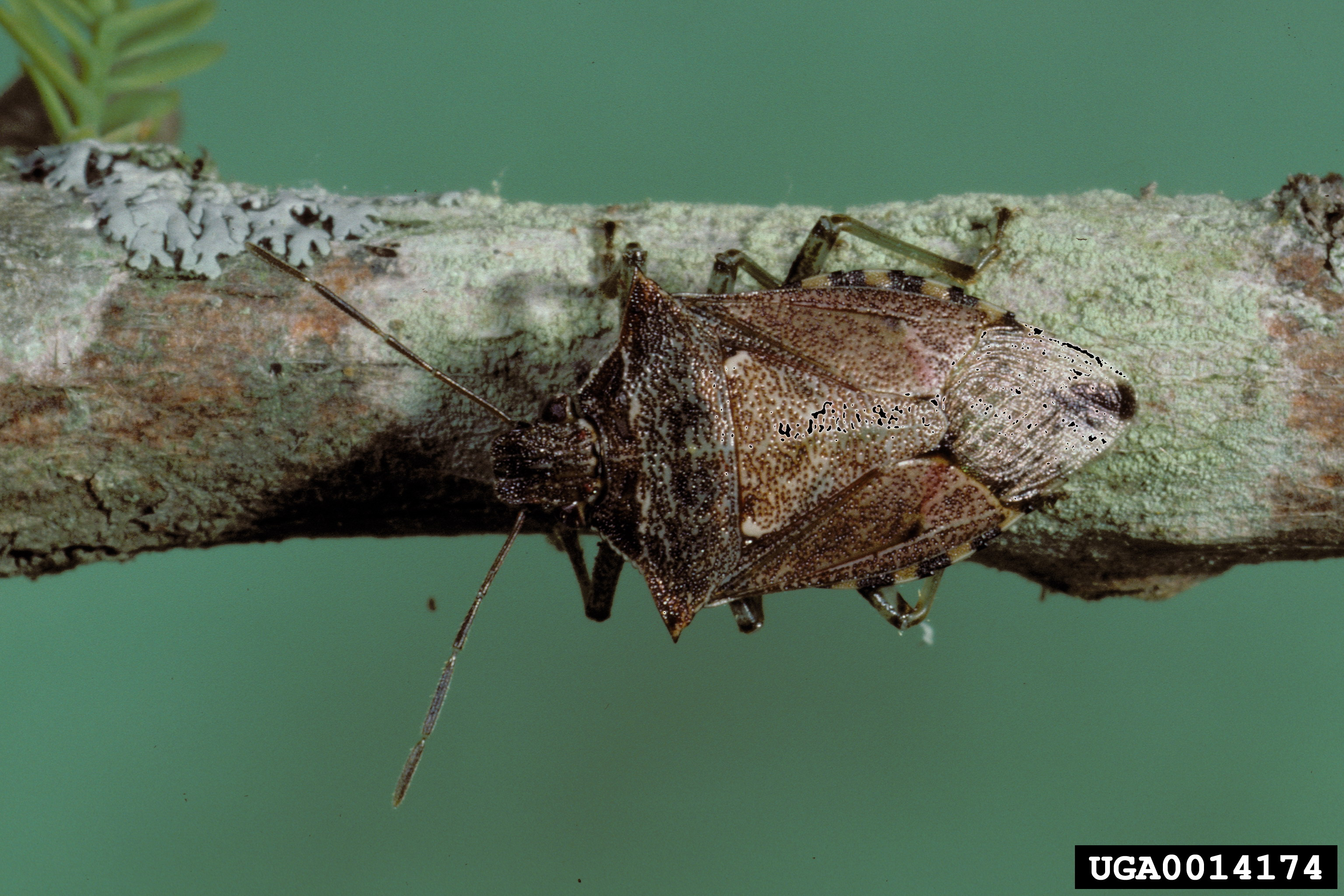
Podisus maculiventris
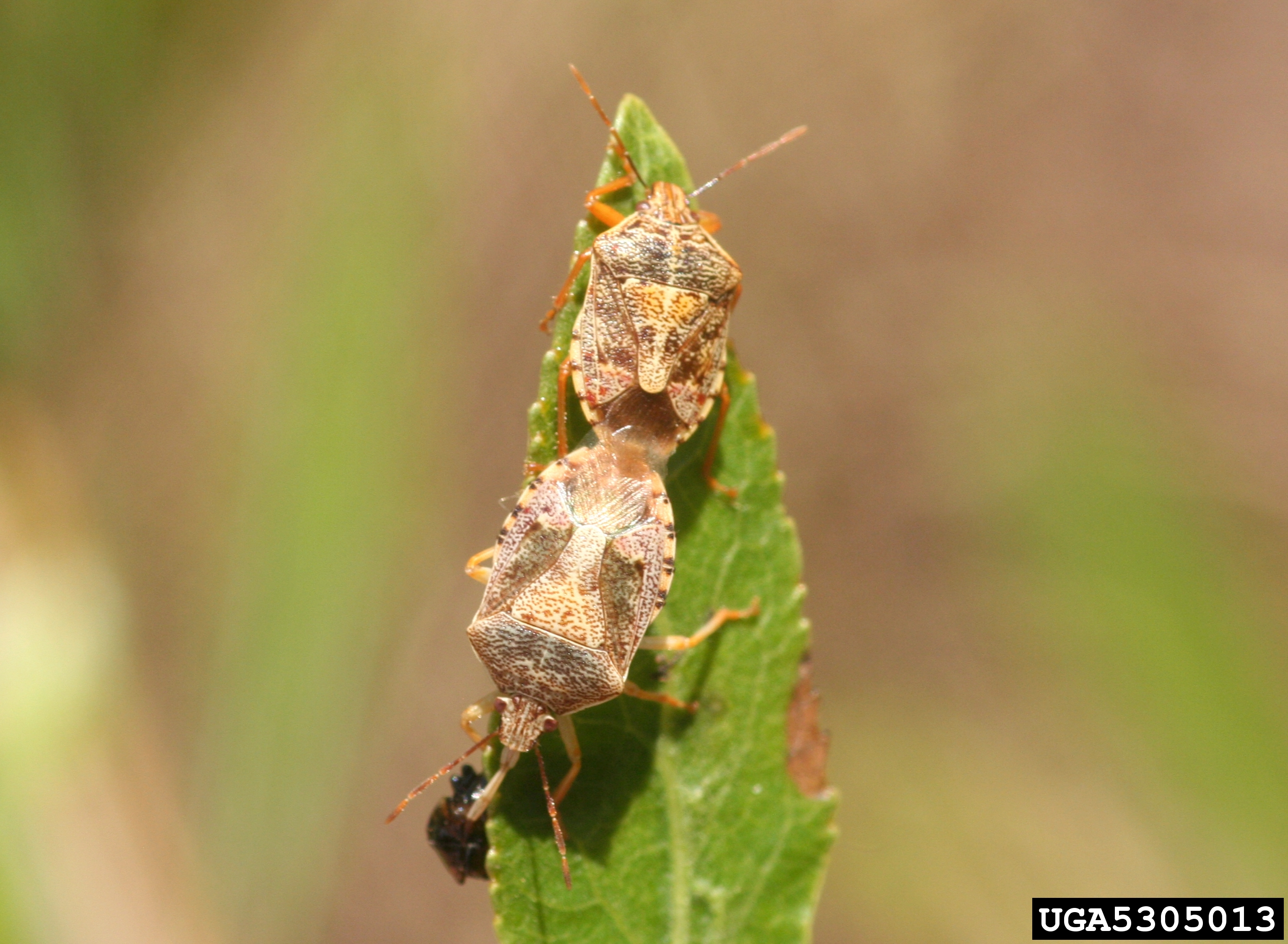
Podisus placidus

### Proxys

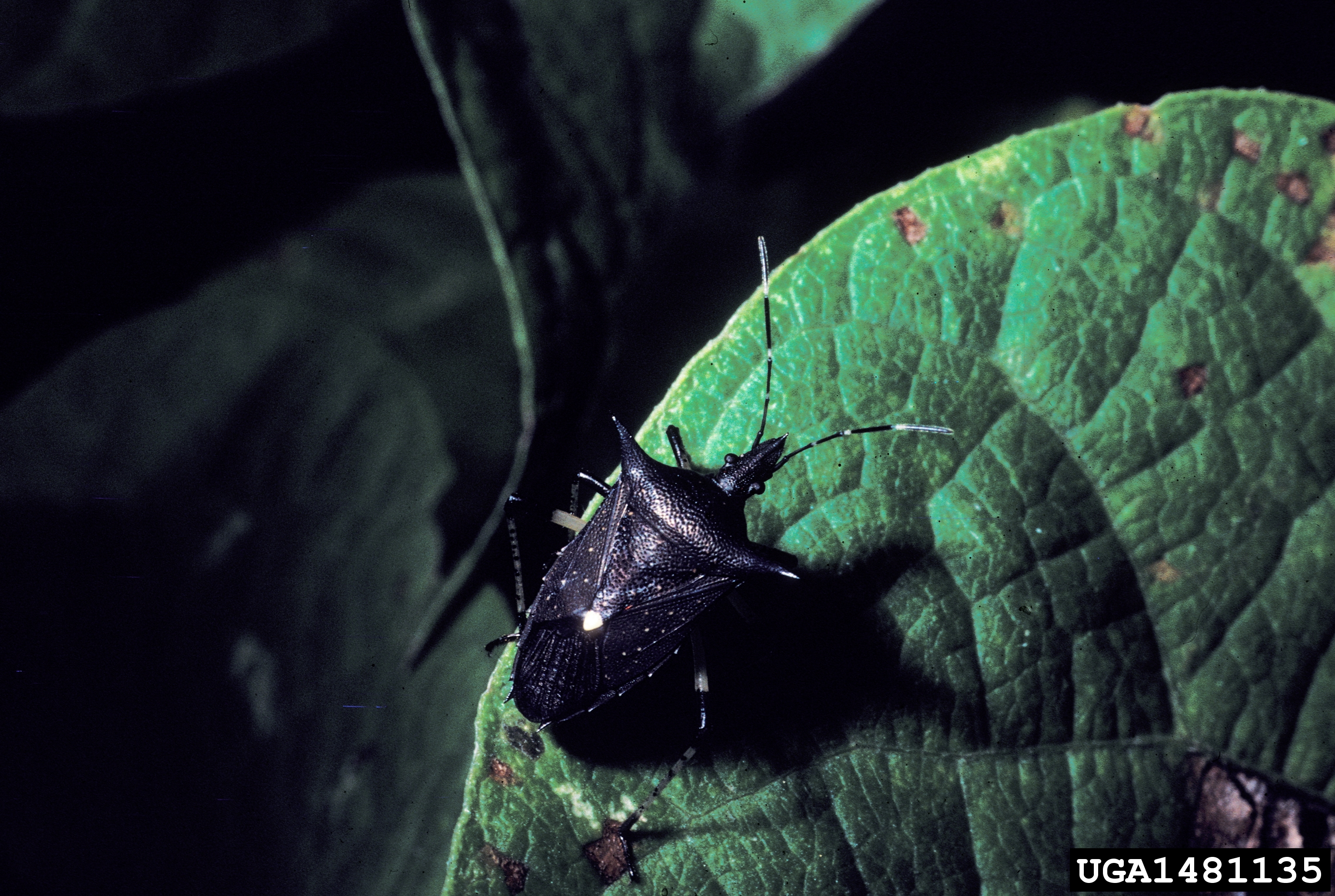
Proxys punctulatus

## R

### Rhacognathus

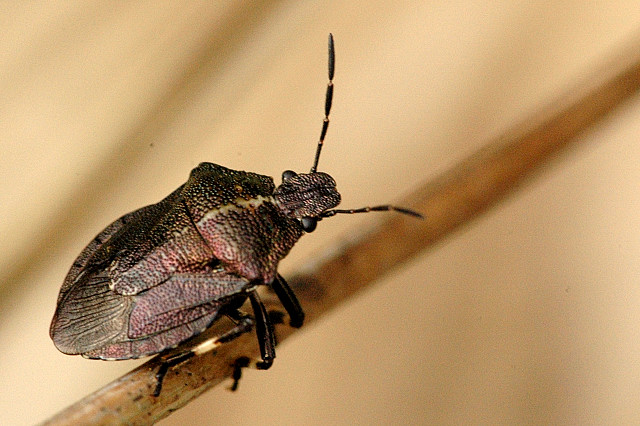
Rhacognathus punctatus

### Rhaphigaster

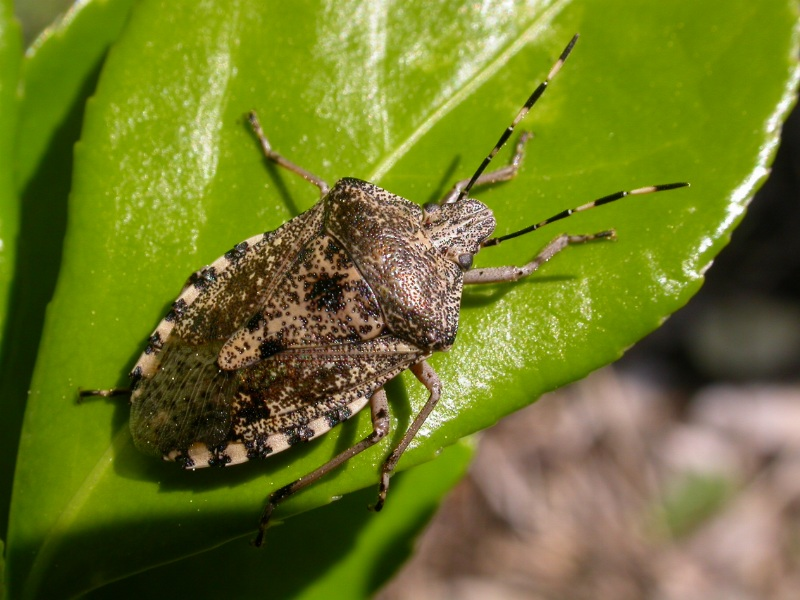
Rhaphigaster nebulosa

## S

### Stiretrus

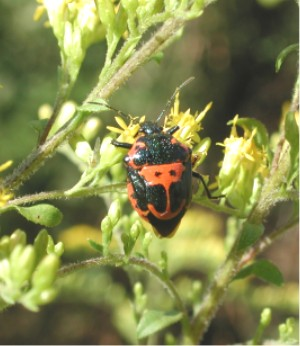
Stiretrus anchorago

## T

### Thyanta

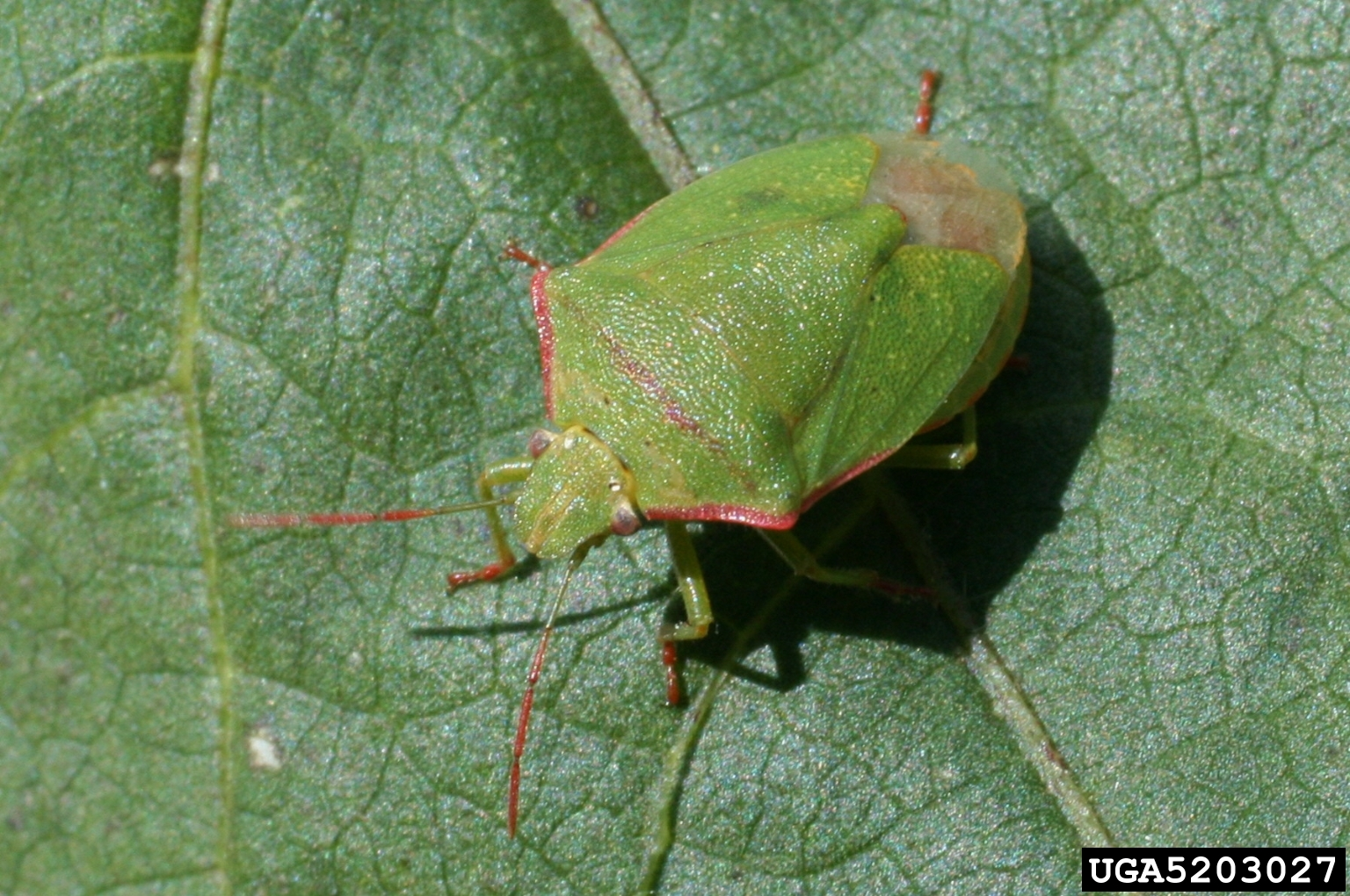
Thyanta custator

### Troilus

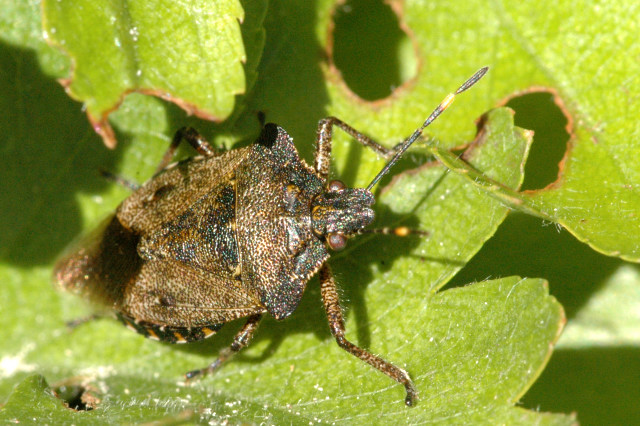
Troilus luridus01

## Z

### Zicrona

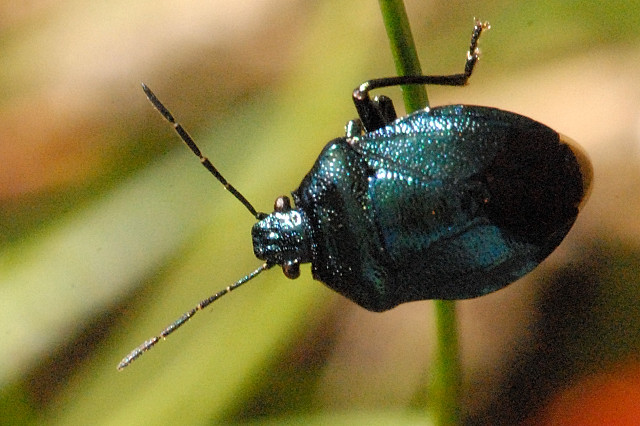
Zicrona caeruleus